# Málta török ostroma
Málta török ostroma, közismert nevén a nagy ostrom, 1565 májusától szeptemberéig tartott. A Földközi-tenger térségében ekkor volt hatalma csúcsán az Oszmán Birodalom, amely nyugatnak terjeszkedve már elfoglalta Algírt, Tripolit, Oránt, a mai Tunézia partjainál fekvő Dzserbát, valamint a menorcai Ciutadellát. A török flotta és a muzulmán észak-afrikai kalózok szabadon fosztogatták az olasz, portugál és spanyol partokat, keleten pedig az Égei-tenger medencéjét. Nem volt tőlük biztonságban egyetlen hajó sem a Mediterráneumban, miután az 1560-as dzserbai csatában katasztrofális vereséget mértek a spanyol hajóhadra.
A további terjeszkedés útjában egyetlen kis keresztény erősség állt, Málta, amelyet V. Károly német-római császár, spanyol király az után adományozott a Jeruzsálemi Szent János Ispotályos Lovagrendnek, hogy a törökök kiverték őket Rodoszról. Málta stratégiai jelentőségét egyrészt Szicília közelsége adta, másrészt az, hogy a keleti oldalán fekvő mély vizű kikötőben kényelmesen összegyűlhetett és felkészülhetett volna a spanyol fennhatóságú szigetek vagy más keresztény partok ellen készülődő török flotta. A lovagrend régóta szálka volt a szultán szemében, hiszen a máltai gályák rendszeresen fosztogatták a török kereskedőhajókat, és részt vettek valamennyi komolyabb keresztény tengeri akcióban.
A török flotta I. Szulejmán oszmán szultán parancsára 1564-ben kezdett készülni Málta ostromára. 1565 májusában, nagyjából negyvenezer emberrel érkeztek a szigethez, ahol több mint nyolcezer lovag, katona és civil készült a védelemre. A szigetet négy erőd óvta: a régi fellegvár (Mdina), valamint a Nagy kikötő két oldalán álló Szent Elmo, Szent Mihály és Szent Angyal – utóbbi kettőt két megerősített település, Senglea és Birgu támogatta. A sziget védelmét Jean Parisot de La Valette nagymester irányította, aki túl volt már hetvenedik évén is.
A támadó hajóhad irányítója Piali admirális, a gyalogosoké, tüzéreké és lovasoké Musztafa pasa volt. Hozzájuk csatlakozott kalózaival a nagy tekintélynek örvendő Turgut. Musztafa és Piali számos kérdésben nem értett egyet, és a keresztények szerencséjére a viták általában Piali javára dőltek el, márpedig ő az ostrom sikerénél fontosabbnak tartotta hajói biztonságát.
A törökök először a legkisebb erődöt, Szent Elmót ostromolták meg, mert úgy gondolták, hogy az néhány nap alatt bevehető – a védők azonban emberfeletti erővel egy hónapon át feltartották a támadókat. Ehhez jelentősen hozzájárult, hogy szinte az ostrom utolsó napjáig kapcsolatban álltak a két másik, az öböl túlpartján épült erőddel. Éjszakánként bárkán szállították át a sebesülteket, akik helyére pihent katonák érkeztek. A hatalmas túlerő ellen azonban nem tarthattak ki örökké, így a Nagy kikötő bejáratát oltalmazó, porrá lőtt erőd június 23-án elesett.
Ezután a török sereg megkezdte Birgu, Senglea és a Szent Mihály-erőd lövetését, majd gyalogos és tengeri ostromát. A támadók és a védők is bevetettek mindent, amit a kor haditechnikája lehetővé tett: ostromtornyokat, aknákat és ellenaknákat, görögtüzet és különleges robbanó szerkezeteket. Mindkét fél óriási veszteségeket szenvedett, de végül, négyhónapos csatározás után megérkezett a szicíliai alkirály felmentő serege, és a törökök kénytelenek voltak elhajózni.
A hosszú ostromban a lovagrend 250 tagja mellett hétezer keresztény katona és máltai lakos esett el, a csaknem kilencezres helyőrségből mindössze hatszázan maradtak harcképesek. A török veszteségek még súlyosabbak voltak: közülük 25–30 ezren halhattak meg. A máltaiak hősiességének híre egész Európát bejárta. Voltaire például azt mondta később, hogy „semmi nem olyan közismert, mint Málta ostroma” (rien est plus connu que la siege de Malte). Az ostrom befejezésének napja, szeptember 8. ma nemzeti ünnep a szigetországban.

## Előzmények

Az Oszmán Birodalom (sötétbarnával) a 16-17. században

A 16. század elején hatalmas változások kezdődtek Európában. A nagy földrajzi felfedezések révén egyes országok új bevételi forrásokhoz, nyersanyaglelőhelyekhez jutottak, az itáliai reneszánsz pedig elérte csúcsát, és észak felé terjedt. Európa gazdasága nőtt, lakossága szaporodott, megjelentek a nagy tőkével rendelkező vállalkozók, a technológia fejlődése pedig átalakította a hadviselést. Terjedt a nyomtatás és a reformáció. Miközben a Mediterráneumban a kereszt katonái és hajósai a félhold fegyveresei ellen küzdöttek, addig a kontinensen a katolikus urak Luther Márton követőivel csatáztak. Mindkét háború középpontjában V. Károly német-római császár, spanyol király állt.
Az Oszmán Birodalom hatalma csúcsán volt a 16. században. Legyőzte a szafavidákat, és fővárosuk, Tebriz elfoglalásával a korábbinál hatékonyabban ellenőrizte a selyem- és fűszer-kereskedelmet. 1516-ban leigázta Szíriát, egy évvel később pedig Egyiptomot. A következő nagyobb falat a Szent János-rend szigete, Rodosz volt, amelyet hathónapos ostrom után vett be, 1522-ben. A Közel-Keleten kifosztotta a leggazdagabb városokat, kalózhajói pedig teljes falvakat néptelenítettek el az olasz, francia, spanyol és portugál partokon, keresztényeket gyilkoltak és hurcoltak el rabszolgának.
1525-ben a portugálok megtámadták Dzsiddát, Mekka kikötővárosát. A törökök válasza Magyarország inváziója volt, majd 1529-ben a birodalom elérte északnyugati terjeszkedésének határát, amikor sikertelenül megostromolta Bécset. A terjeszkedés folytatódott a Földközi-tenger térségében is, de a harmincas években a keresztény államok korántsem viszonyultak egységesen ellenségesen ehhez, mivel szükségük volt a törökökre a keleti kereskedelemben. Franciaország szerződést is kötött velük 1534-ben, és a török hajók gyakran töltötték a telet Toulon kikötőjében.
Mindez lehetővé tette, hogy a török flotta és a muzulmán kalózok egyre bátrabban hajózzanak a Földközi-tenger nyugati medencéjében. 1530-ban Hajreddin Barbarossa révén megvetették a lábukat Algírban, és Velence még ebben az évtizedben elvesztette égei-tengeri birtokait. A törökök sorban egymás után elfoglalták Oránt (1556), Bizertét (1557), a menorcai Ciutadellát, majd a tunéziai partoknál fekvő Dzserbát (1560). 1559-ben véget ért a spanyol-francia ellenségeskedés, aminek következtében befejeződött a francia-török együttműködés is. II. Fülöp spanyol király 1560-ban nagyszabású támadást indított Dzserba visszaszerzésére, de vereséget szenvedett. Az ütközetben több ezer képzett tengerész, köztük veterán parancsnokok estek el, és ezzel a spanyol flotta hosszú időre elvesztette korábbi súlyát a térségben. A törökök előtt nyitva állt az út Málta felé.

## Lovagok a szigeten

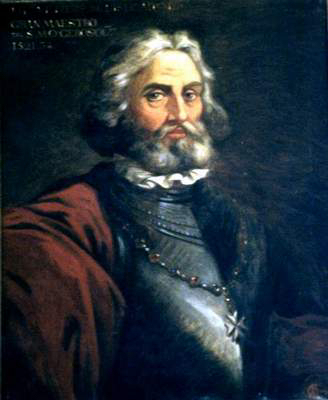
Villiers de Isle-Adam nagymester

A mai Izrael területén fekvő Akko 1291-es elestével az utolsó keresztény erősség is megszűnt a Szentföldön. A Szent János-lovagrend is elhagyta a területet. Először Cipruson telepedett le, majd 1310-től Rodosz lett a központja. Két évszázadon át a sziget volt a kereszténység védőpajzsa a Földközi-tenger keleti medencéjében, és a lovagok az egyház legelszántabb védelmezői lettek.
I. Szulejmán 1522-ben verte ki őket hat hónap ostrom után a szigetről. 1523 és 1530 között a lovagoknak nem volt állandó otthonuk. Először a pápához, VII. Kelemenhez fordultak, aki maga is a rend tagja volt, de ő óvakodott attól, hogy kihívja I. Ferenc francia király, vagy V. Károly német-római császár, egyben I. Károly néven spanyol király rosszallását, ha beleegyezésük nélkül adományoz területet a lovagoknak.
A rend szerencséjére V. Károly jó lehetőséget látott a lovagok letelepítésében, és felajánlotta nekik Málta, valamint Gozo szigetét. A lovagok „bérleti díja” évi egy sólyom volt, amelyet a szicíliai spanyol alkirálynak kellett küldeniük, illetve mindenszentek napján ünnepélyes misét kellett tartaniuk. A császár elvárta a lovagoktól, hogy létesítsenek helyőrséget az észak-afrikai partokon fekvő Tripoliban, amelyet az Oszmán Birodalom szövetségesei, a berber kalózok tartottak ellenőrzésük alatt. Az uralkodó kikötötte azt is, hogy a rendnek semlegesnek kell maradnia az európai hatalmak vetélkedésében. A szigetre 1530. október 6-án érkezett meg követőivel Philippe de Villiers de L’Isle-Adam nagymester. A termékeny Rodosz után Málta elkeserítően kietlen és terméketlen volt, híján az édesvíznek, a termőföldnek és a fáknak. A lovagok egyfajta arisztokratikus köztársaságban éltek Máltán, de a nagymester nem volt teljesen önálló. A rend feje a pápa volt, akit a máltai inkvizítor képviselt a szigeten, valamint hűbéruruk volt Szicília uralkodója, a spanyol alkirály.
A muzulmánok egyre erőteljesebben terjeszkedtek nyugat felé, és a keresztény hajókat fosztogatták, túszokat ejtettek, akiket csak váltságdíj ellenében bocsátottak szabadon, vagy rabszolgának eladtak. Mivel a lovagrend forrásai szűkösek voltak, hasonló akciókat hajtott végre: gályáival zaklatta a muszlim kalózokat és kereskedőket, akik a tenger nyugati medencéjében közlekedtek, valamint részt vett a spanyol hadműveletekben Tunisz és Algír ellen.

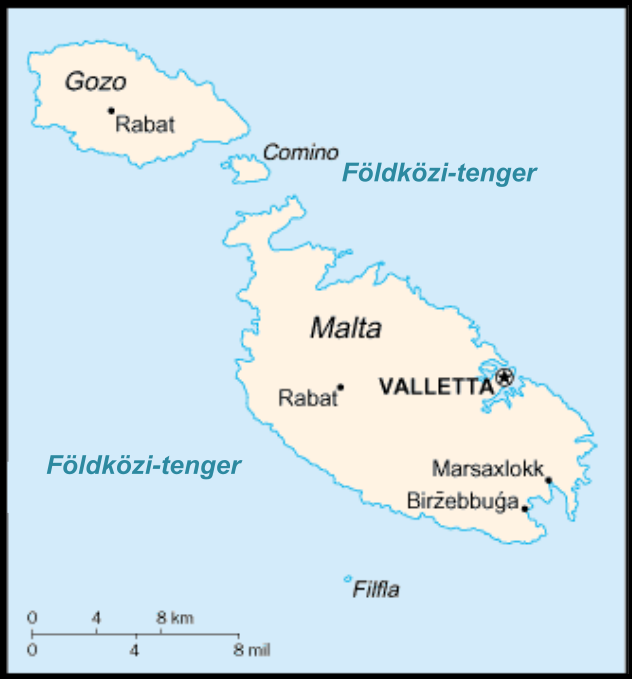
A fősziget térképén a Rabat felirat jelöli Mdina, a fellegvár helyét

1551-ben Turgut kalózvezér és Szinán pasa, a török flotta parancsnoka tízezer emberrel megtámadta Máltát. A törökök Marsamxett kikötőjében szálltak partra. A váratlanul kemény ellenállás miatt, néhány nap ostrom után Turgut úgy döntött, inkább Gozón, a közeli szigeten kísérletezik, és pár napig ágyúval lőtte a fellegvárat. Galatian de Sesse, Gozo kormányzója úgy érezte, nincs értelme tovább tartani a várat, ezért kinyittatta a kapukat, és a muzulmánok kirabolták a települést, valamint ötezer embert, a kis sziget csaknem teljes lakosságát elhurcolták. Turgut és Szinán Tripoliba hajózott, és elfoglalta a lovagrend helyőrségét.
Juan de Homedes nagymester attól tartott, hogy az 1551-es török-berber támadás megismétlődik, ezért utasítást adott a Birgu-félsziget csúcsán álló Szent Angyal-erőd megerősítésére, valamint két másik erősség, a Szent Elmo és a Szent Mihály megépítésére. A következő évek relatív nyugalomban teltek Máltán. 1557-ben Jean Parisot de La Valette-et választották nagymesternek, aki folytatta a nem keresztény hajók elleni rajtaütéseket. Saját hajói háromezer muzulmánt és zsidót ejtettek foglyul hivatali ideje alatt.
1560 májusában a spanyol flotta katasztrofális vereséget szenvedett a dzserbai csatában, és ez nyilvánvalóvá tette La Valette számára, hogy a török következő célpontja Málta lesz. A törökök, azzal, hogy a spanyol flotta megsemmisítése után nem támadták meg azonnal a lovagrendet, súlyos stratégiai hibát követtek el, mert időt adtak a felkészülésre.
A következő években a lovagok folytatták tengeri rajtaütéseiket a török hajók ellen. 1564 júniusában Mathurin Romegas, a rend legveszélyesebb kapitánya elfogott néhány nagy szállítóhajót, köztük a szultán főeunuchjának gályáját. Foglyul ejtett több magas rangú tisztségviselőt, köztük Kairó és Alexandria kormányzóját, valamint Szulejmán lányának dadáját, aki a mekkai zarándoklatából tért vissza.
Az udvar a veszteségek miatt állandóan kérlelte a szultánt, vessen véget a lovagok kalózkodásának, de Romegas akciója csak egy, és nem is a legfontosabb indok volt a támadás mellett. A törökök évtizedek óta vágytak a szigetre, Turgut már 1551-ben arra kérte a szultánt, hogy „füstöljék ki a viperafészket”. Máltát stratégiai elhelyezkedése miatt egyszerűen lehetetlen volt figyelmen kívül hagyni: aki uralta, ellenőrizhette a Földközi-tenger medencéjének középső részét, így a lovagok fenyegetést jelentettek minden muszlim hajóra és észak-afrikai településre. Segítette a döntés meghozatalát, hogy 1564 szeptemberében a spanyol flotta lecsapott egy berber kalózfészekre, Penen de Velezre. 1564. október 6-án Szulejmán meghozta a döntést Málta megtámadásáról.

## Máltai előkészületek

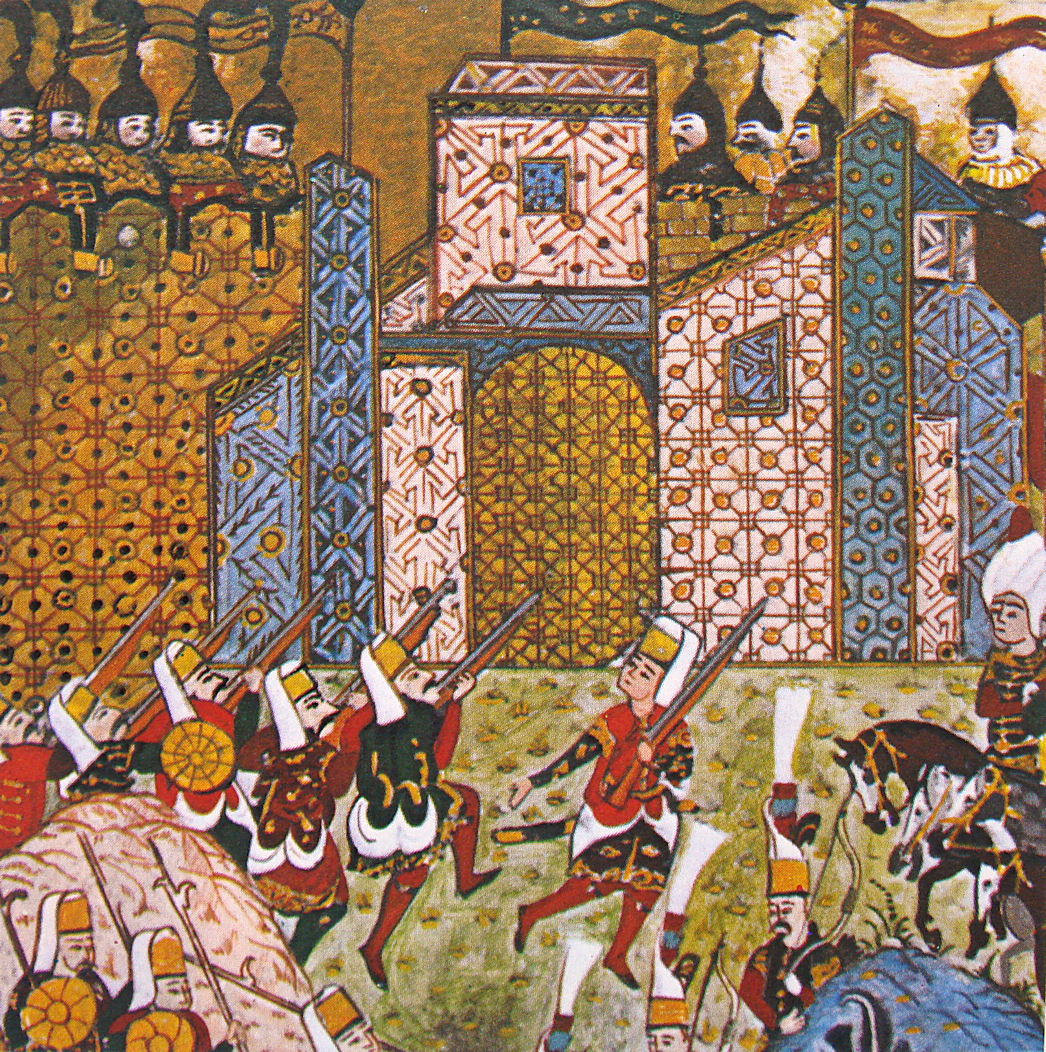
Rodoszt ostromló janicsárok egy török miniatúrán

1564 vége előtt La Valette kémei azt jelentették Isztambulból, hogy küszöbön áll a török invázió. A nagymester hírszerzői – Giacomo Bosio beszámolója szerint – „láthatatlan” tintával írt leveleikben beszámoltak a török készülődésről, valamint arról, hogy két mérnök, egy szlavón és egy görög, halásznak, halárusnak öltözve hosszabb időt töltött Máltán, és információkat gyűjtött. Halászáshoz használt hosszú rúdjaik segítségével megmérték az erődítmények magasságát, falaik vastagságát, valamint feltérképezték a sziget öbleit, horgonyvetésre alkalmas helyeit.
A nagymester azonnal megkezdte a felkészülést az ostromra. Tudta, hogy nem számíthat sok segítségre: I. Ferenc francia királytól nem várhatott támogatást, ő ugyanis hosszú időn át a törökök szövetségese volt, Németország túl messze volt, Anglia trónján pedig protestáns uralkodó ült. IV. Piusz pápa pénzügyi támogatása mellett egyedül a spanyolok segítségében bízhatott, ezért II. Fülöp spanyol királyhoz és García de Toledóhoz, a szicíliai spanyol alkirályhoz fordult, valamint követeket küldött Európába, és arra utasította a rend perjeljeit, hogy készüljenek a sziget védelmére.
Télen felkészítették a gályákat, és a jó idő beköszöntével azonnal Szicíliába indultak, hogy az ellátmányt, a muníciót és a már oda érkezett lovagokat Máltára vigyék. Odafelé a hajók elszállították azokat, akik nem tudtak harcolni. Francisco Balbi di Correggio olasz muskétás később azt írta emlékirataiban, hogy ekkor Máltán 6100 ember – 500 lovag, 400 spanyol, 800 itáliai, 200 görög és szicíliai katona, 500 tengerész a gályákról, 100 fegyveres Szent Elmo helyőrségéből, a lovagok 100 szolgálója, 500 gályarab és 3000 helyi lakos – készült a török ostrom visszaverésére. La Valette rossz véleménnyel volt a máltai milíciáról. Egy levelében azt írta, hogy gyávák, és nem szeretik eléggé hitüket, olyan emberek, akik már a muskétalövésektől is halálra rémülnek. Az ostrom végül bebizonyította, hogy a nagymester tévedett, mert a máltaiak önfeláldozóan harcoltak. Mivel a gályarabok főként muzulmánok voltak, csak erődítési, javítási munkákra lehetett használni őket, szigorú felügyelet alatt. Később a sziget védelme nagyjából nyolcezer emberre duzzadt.
Don Garcia engedélyt kért II. Fülöptől, hogy a szicíliai spanyol flottával a törökök elé hajózzon, de a király halogatta a döntést. A király április 7-én azt jegyezte fel, hogy „a török flotta több hajóval jön, mint az elmúlt években”. Április 9-én Don Garcia saját felelősségére harminc hajóval Máltára hajózott, és élelmiszert, hadianyagot meg egy kisebb gyalogos osztagot vitt magával. Megállapodott La Valette-tel, hogy megpróbál erősítést küldeni a lovagoknak. A nagymesterrel bejárta a szigetet, és kijelentette, hogy az ostrom kulcsa a kicsi Szent Elmo-erőd lesz, ezért azt javasolta, hogy építsenek egy háromszög alakú sáncot a falakon kívül.
A védők segítségére volt viszont a sziget maga, amely annyira kietlen és elviselhetetlen a nyári hőségben, hogy egy nagyobb sereg nem tud néhány hónapnál hosszabb időt eltölteni rajta. A lovagok Rodosz ostromából megtanulták, hogy sem embereket, sem állatokat, sem terményt nem szabad a várfalakon kívül hagyni, ezért La Valette parancsot adott valamennyi érett és éretlen termény betakarítására, hogy megfossza a törököket a helyi élelmiszerektől. A kutakat keserű füvekkel és állattetemekkel megmérgezték. A falakon kívül álló építményeket lerombolták, a Szent Angyal-erőd és Senglea között erős, 200 méter hosszú, Velencében kovácsolt láncot feszítettek ki, hogy megakadályozzák a török hajók bejutását az öbölbe. A nagymester, bízva Don Garcia segítségében, úgy vélte, hogy legfeljebb egyhónapos ostromot kell kiállniuk.

## Erődök

A Nagy kikötő és a Marsamxett-öböl térképe

A lovagok legfontosabb erődítményei a Nagy kikötő (a térképen a Szent Elmo-erőd és a Sottile-fok között és mögött elterülő tenger) két oldalán helyezkedtek el. Akárcsak Európa többi részén, a máltai erődök építését is a kor tüzérsége elleni védekezés határozta meg: csökkentették a tornyok magasságát, lerombolták a várfalak tetején található pártázatot, ék alakú bástyákat, gyilokjárókat, fal mögé rejtett ágyúállásokat építettek.
A Sciberras-félsziget hegyes, sziklás, lakatlan terület volt, ennek végében állt a kis méretű Szent Elmo-erőd. 1530-ban, amikor a rend megérkezett Máltára, az erőd leendő helyén csak egy figyelőtorony és egy kápolna állt. A terület stratégiai fontosságú volt, ugyanis a Nagy kikötő és a Sciberras-hegy másik oldalán fekvő Marsamxett-öböl bejáratánál feküdt. 1552-ben hat hónap alatt építették fel a csillag alaprajzú erődítményt, amely teljes egészében sziklára épült, így lehetetlen volt aláaknázni.
A Szent Elmo teljes védelmi vonala 800 méter volt. A Marsamxett felőli oldalra egy ék alakú sáncot építettek Garcia de Toledo javaslatára, amelyhez a földet és a köveket is Szicíliából kellett a helyszínre szállítani. Az erődön kívül, közel a falakhoz állt egy bástya is, amelyen lövegeket helyeztek el. Az erőd gyengesége a fekvése volt, ugyanis a félsziget elkeskenyedő csúcsán, a környező területeknél alacsonyabban helyezkedett el.
A Szent Elmo-erőd helyőrsége mindössze hat lovagból és hatszáz katonából állt békeidőben, kormányzójuk, a több mint hetvenéves piemonti lovag, Luigi Broglia volt. A támadás előtt a nagymester egy spanyol lovagot, Juan de Guarast jelölte ki parancsnokhelyettesnek, és kétszáz gyalogossal, valamint 46 lovaggal erősítette meg a garnizont. Az erőd védelmét az ostrom alatt rendszeresen egészítették ki új katonákkal, akik bárkákon hajóztak át a Szent Angyal-erődből, és így szállították el a sebesülteket is.
A Nagy kikötő túlsó oldalán, a vízbe két, ujjként benyúló keskeny földnyelven állt a lovagrend két megerősített városa, Senglea és Birgu. Mindkettőt fal vette körül, Birgut három kilométer hosszan. Birgu szárazföld felőli védelmi rendszerének legerősebb pontja a Kasztíliai bástya volt. Ezt a falat a három francia „nyelv” lovagjai, a provence-iak, az auvergne-iek és a Franciaország más területeiről érkezők, a bástyát pedig a névadó kasztíliai harcosok védték. A nyugati falat az aragóniaiak, a katalánok és a navarraiak ellenőrizték. A várfal többi részén a németek harcoltak, míg a Szent Angyal-erőd felőli várfal védői különböző nemzetiségű lovagokból kerültek ki, de tekintettel az egykori nagy létszámú „nyelvet” egyedül képviselő Sir Oliver Starkeyra, angol csoportnak nevezték őket.
A félsziget csúcsán, Birgu várostól sziklába vájt árokkal elválasztva állt a Szent Angyal-erőd. A lovagok 1530-ban az erődítményt, amelyet egyetlen ágyú és néhány mozsár védett, részben romos állapotban vették át. Ezt az erődöt választották a nagymester székhelyének. A várat átépítették: a szárazföld felőli részt a D’Homedes-bástyával erősítették meg. A bástya mögött 1547-re megépült a sánc fölé magasodó belső erődítmény, amelyet Antonio Ferramolino tervezett, valamint egy tüzérségi állás az erőd csúcsának jobb oldalán, amely a tenger szintjén védte az öböl bejáratát. Déli végét magas fallal, sáncárokkal, két-két bástyával és félbástyával zárták le. Az erőd és Birgu a közelben lakó máltaiak menedékhelyéül is szolgált ellenséges támadás idején.
Sengleát a szárazföldi oldalon fal védte, amelynek legerősebb része a Szent Mihály-erőd volt, amelyet az 1551-es török támadás után építtetett a lovagrend. A várat Pedro Pardo d’Andrera hadmérnök tervezte, majd Claude de la Senglea nagymester bővíttette megerősített várossá. Az erőd alakja hasonlít a nála kisebb Szent Elmóéra, azzal a különbséggel, hogy elülső oldalát bástyával és pajzsgáttal erősítették meg. Fő feladata a Nagy kikötő déli része, illetve a ma Hajógyári kikötőnek (Dockyard Creek) nevezett öböl védelme volt, ahol a rend gályái horgonyoztak. Sengleát a Marsa-öböl felől karórendszerrel erősíttette meg La Valette az ostrom alatt. Sengle és Birgu két csücske között láncot feszítettek ki, hogy megakadályozzák az ellenséges hajók behatolását a két félsziget közé, ahol az ostrom alatt a máltai gályák horgonyoztak. A védők építettek egy hajóhidat is Birgu és Senglea között, hogy erősítést küldhessenek egyik helyről a másikra.
A sziget közepén állt a régi fellegvár, Mdina, amely legfeljebb néhány napos ostromnak állt volna ellen. Az erőd parancsnoka Melchior d'Eguaras volt, aki a lovasság jelentős része felett rendelkezett. Az ő feladata az volt, hogy a várból kitörve zavarja a törököket, de ne bocsátkozzon ütközetbe a szpáhikkal. Mivel a lovasok folyamatosan zaklatták a törököket, azok kénytelenek voltak a horgonyzóhely és a tábor közötti kilenc kilométeres utat őrizni, hogy biztosítani tudják az ellátást.

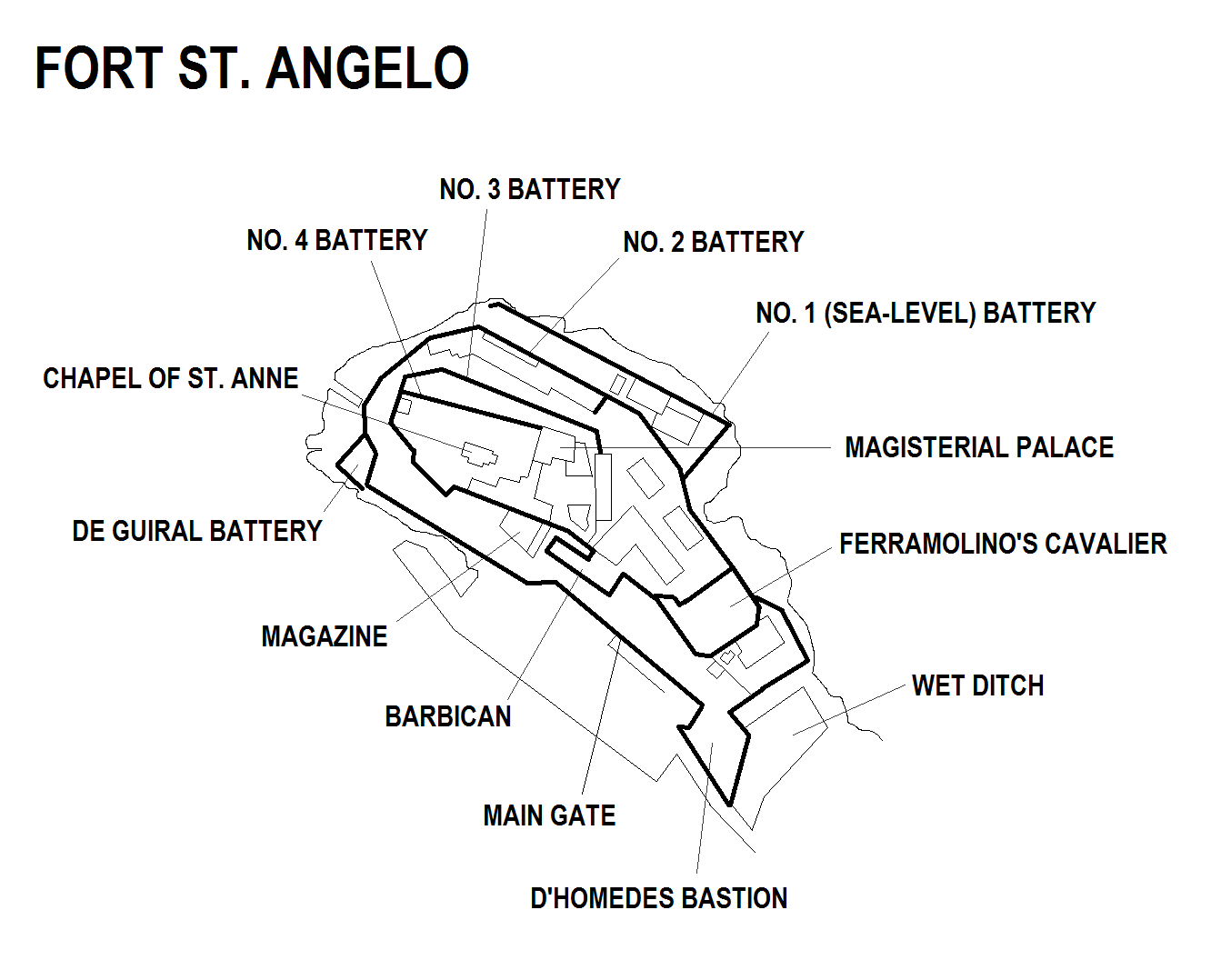
A Szent Angyal-erőd alaprajza
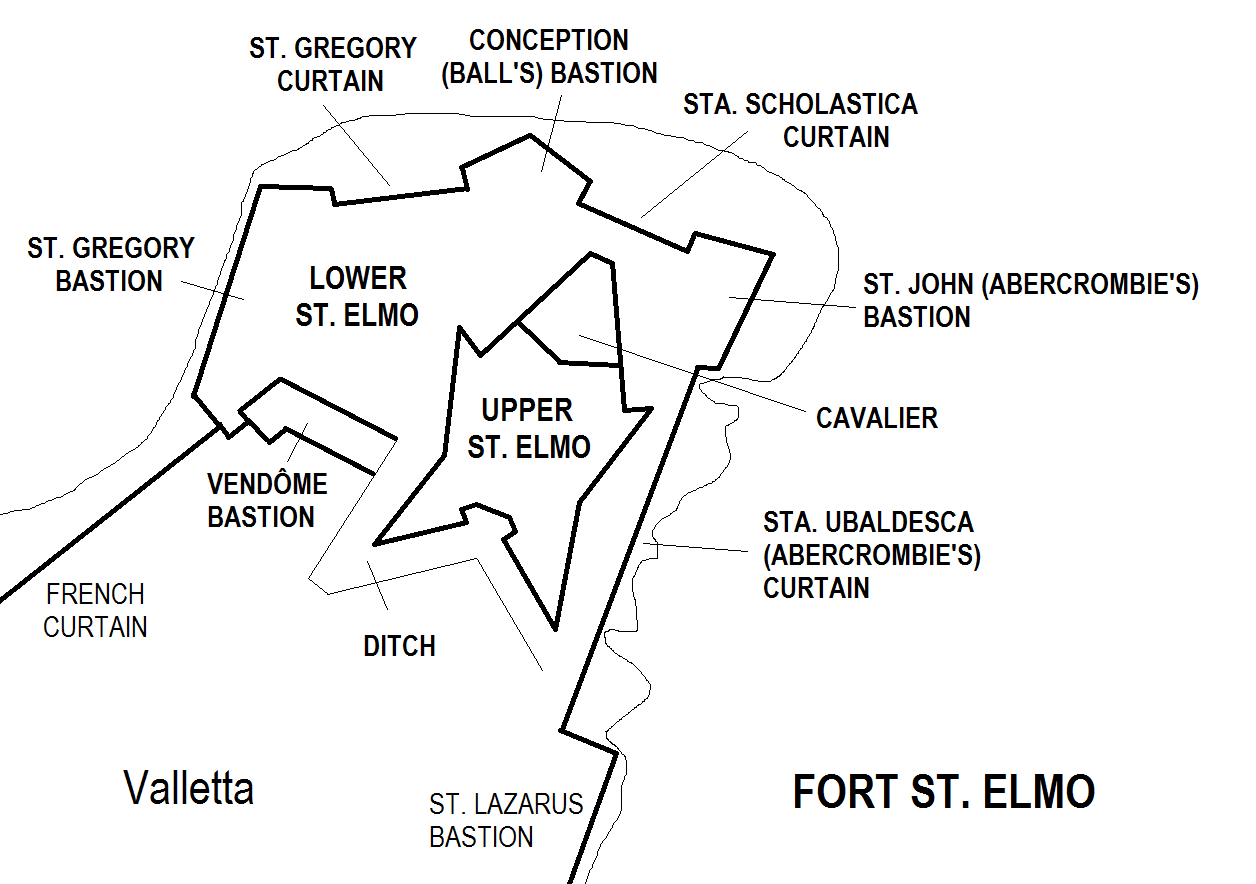
A Szent Elmo-erőd alaprajza
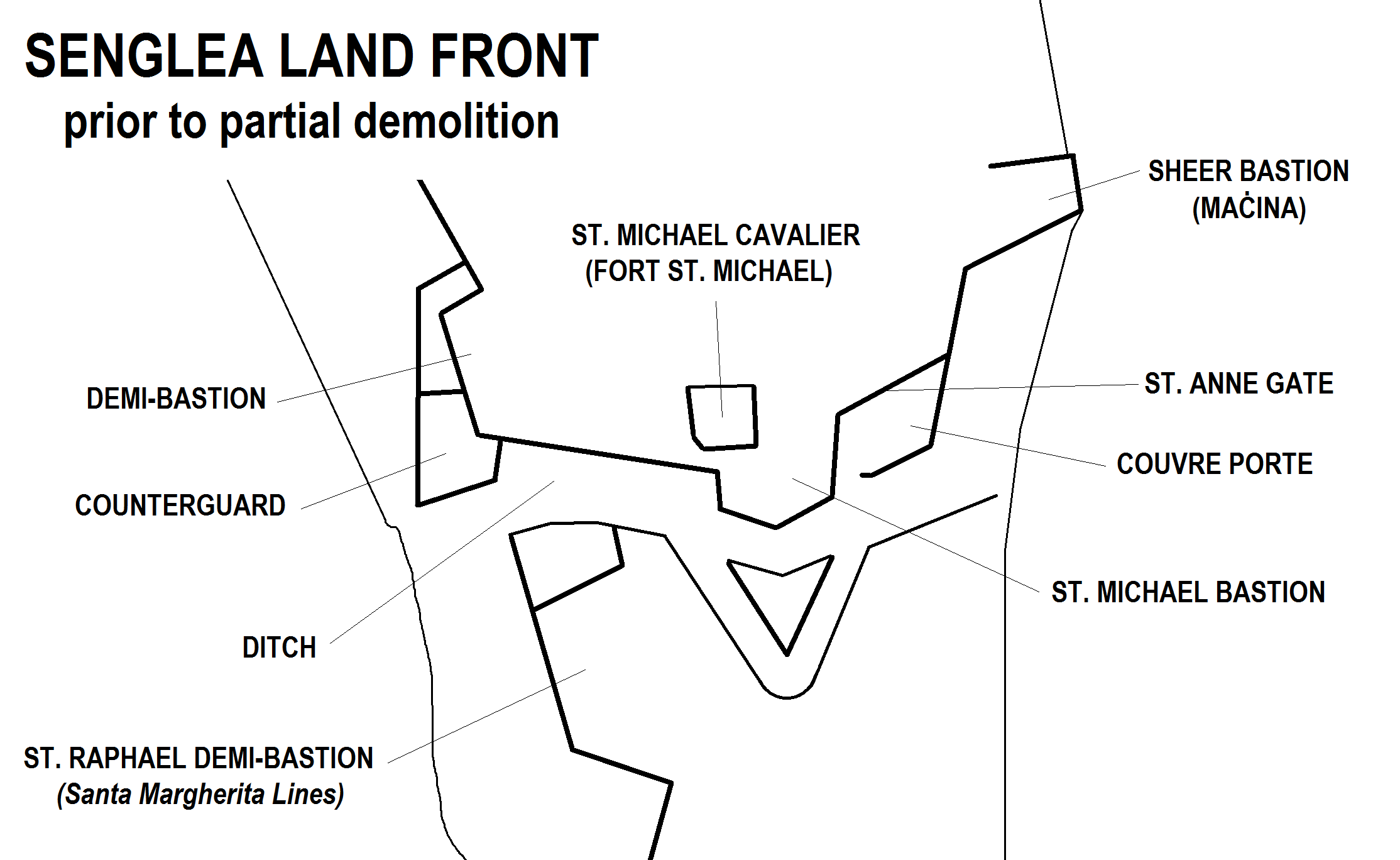
A Szent Mihály-erőd alaprajza

## A török flotta
1565. március 22-én a török flotta ágyúlövések és trombiták hangjára kihajózott Isztambulból. Balbi feljegyzései szerint a had 130 gályából, 51 egyéb hajóból, valamint rengeteg kisebb szállítójárműből állt. Bosio 191 hajóról ír, és hasonló szám szerepel a szicíliai alkirály levelezésében is. A hadsereg parancsnoka Musztafa pasa, a flottáé Piali pasa volt, és Málta ellen indult Ulucs Ali pasa, Algír, később Turgut, Tripoli kormányzója is. Bármekkora volt is pontosan a török flotta, a máltai vízi haderő eltörpült mellette, ugyanis csak nyolc hadi gályából állt.
Az akció komoly szervezést igényelt, mivel Málta több mint 1200 kilométerre volt a birodalom szívétől. Ráadásul a sziget szinte teljesen terméketlen volt, nem voltak rajta sem fák, sem folyók, sem tavak. A támadóknak mindent magukkal kellett vinniük, amire csak szükségük volt, még a tűzifát is, mert a hosszú ellátási vonal nagyon sebezhető volt. Ráadásul az évnek csak néhány hónapja volt alkalmas arra, hogy a hajók kikössenek a szigeten, és a katonák megkezdjék az ostromot. Az elképesztő armada felkészítése felemésztette a kincstár bevételeinek egyharmadát. A hajóhad 62 ágyút és százezer hozzájuk való lövedéket, valamint kétezer tonna puskaport vitt magával. A hatalmas flotta felállítása óriási szervező munkát igényelt, de a központosított hatalom teljesítette a megrendeléseket.

Málta török ostromának térképvázlata a támadó sereg és flotta vonulási irányaival

 Balbi becslése szerint nagyjából 48 ezer ember indult az Oszmán Birodalomból Málta ellen. Ebben a számban nincsenek benne a tengerészek és a különböző tábori kisegítők. Egy lovag, Hipolito Sans hasonló adatokról számolt be, de azt ma már nem lehet eldönteni, hogy ismerte-e Balbi feljegyzéseit. A többi korabeli forrás kisebb létszámról ír. La Valette II. Fülöpnek azt írta, hogy a partra szálló törökök létszáma 15 és 16 ezer között volt, köztük hétezer muskétás, négyezer janicsár és háromezer szpáhi. Igaz, a nagymester nem volt konzekvens, a rend német perjelével az ostrom után azt tudatta, hogy a török flotta 250 hajóból, az inváziós sereg pedig 40 ezer emberből állt. Egy másik forrás, Vincenzo Anastagi kapitány, aki harcolt az ostromban, 22 ezerre tette az ellenséges erő létszámát. A 16. században a gályák 70-150 katona befogadására voltak alkalmasak, ezért a történészek ma kicsivel kevesebb mint 30 ezer körülire teszik a török sereg létszámát, nem számítva a hozzá csatlakozó kalózokat, akik hatezren lehettek. Roger Crowly történész szerint a harcolók száma 22 és 24 ezer között lehetett, őket mintegy nyolcezer ember szolgálta ki.
A flotta a görög Navarinónál rendezte sorait, és további felszerelést, ellátmányt, katonát vett fedélzetére. Május 12-én kihajózott, és hat nap múlva, május 18-án hajnalban elérte Máltát. A flotta elhajózott a déli part mellett, és Marsaxlokk közelében vetett horgonyt, mintegy tíz kilométerre a Nagy kikötőtől, ahogy korábban a kalózkapitány, Turgut is tette.
Balbi beszámolójából tudni, hogy a szárazföldi csapatok vezetője és a flottaparancsnok között vita tört ki a horgonyzóhelyről. Az utóbbi, Piali pasa féltette a hajókat, ezért Marsamxett öblét nézte ki, északra a Nagy kikötőtől, ahol védve voltak a sirokkótól. Musztafa pasa ezzel nem értett egyet, mert így elsőnek a Nagy kikötő bejáratát védő Szent Elmo-erődöt kellett elfoglalnia. Ő a sziget közepén fekvő, védtelen régi fővárost, Mdinát akarta elsőként megtámadni, majd onnan szárazföldön közelítette volna meg a Szent Angyal- és a Szent Mihály-erődöt. Így Szent Elmót egyáltalán nem kellett volna megtámadnia. Végül Musztafa visszakozott, és mivel úgy gondolta, hogy a Szent Elmo néhány nap alatt elesik, elfogadta Piali érvelését. Az Isztambulból küldött kémjelentések mindazonáltal azt írták, hogy a haditerv mindig is a Szent Elmo-erőd ostromával számolt. Mivel Szulejmán a vezetést három ember – Musztafa, Piali és Turgut – között osztotta meg, a török hadvezetésben több hasonló vita volt az ostrom során.

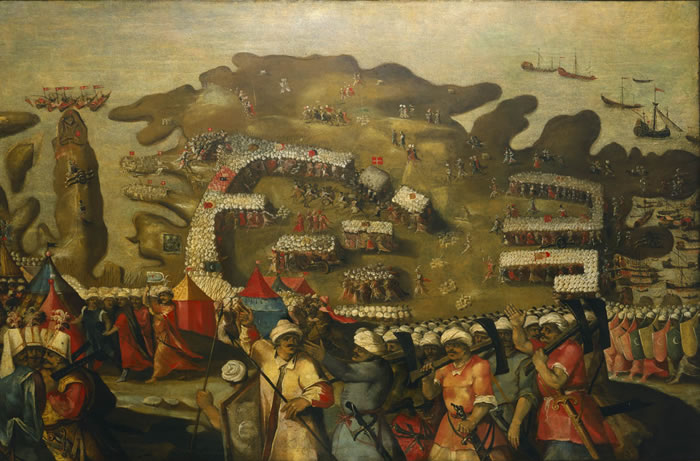
A törökök érkezése Máltára

Amikor a Szent Angyal- és a Szent Elmo-erőd őrei észrevették a török flottát, két ágyút sütöttek el, hogy figyelmeztessék Mdina védőit és Gozo lakosait a közelgő veszedelemre. A helyiek, gyerekeikkel és állataikkal elindultak Birguba. A flotta egy része Mġarrnál, a másik a Fliegu-csatornában vetett horgonyt. 1565. május 20-án a török csapatok megkezdték a partraszállást Marsaxlokknál. Egy forrás közelében vertek tábort, amely elég közel volt az erődítményekhez.
Május 19-én a rend mdinai lovas felderítői belefutottak egy erős török egységbe. Az összecsapásban elesett egy portugál lovag, Vendo de Mezquita, Birgu kormányzójának unokaöccse. A törökök két foglyot ejtettek, a francia Adrien de la Riviére-t és egy portugál novíciust, Bartolomeo Faraonét. Mindkettőjüket kínvallatásnak vetették alá, hogy kipuhatolják az erődök gyengeségét, ők a Kasztíliai bástyát nevezték meg. Musztafa pasa úgy döntött, hogy, mintegy tesztként, megtámadja a Birgu déli részén álló erődrészt.
Május 21-én Musztafa megindította csapatait a Kasztíliai bástya ellen, amely azonban korántsem tartozott a gyenge építmények közé. A közeledő törökök láttán a lovagok és hétszáz muskétás kitört a várból, és órákon át tartó csata vette kezdetét. Az ütközetben 21 keresztény és száznál több török halt meg. Hazugságuk miatt Musztafa halálra korbácsoltatta a két elfogott keresztényt. Másnap a törökök a Senglea-félsziget erődítését tesztelték, majd összeültek tanácskozni. Musztafa Mdina, Birgu és a Szent Mihály-erőd ágyúzását javasolta, de Piali ismét ellentmondott, és a tanács elfogadta, hogy a Szent Elmo-erőd ostromával kezdjenek, és annak elfoglalásával biztosítsák a flotta számára a Marsamxett-öblöt. A törökök úgy gondolták, hogy a kicsi erőd négy-öt nap alatt elesik.

## A Szent Elmo ostroma

### Az első rohamok
A nagymester további katonákat, köztük a provance-i lovagot, Pierre de Massuez Vercoyrant, közkedvelt nevén Mas ezredest küldte a várba, és felszabadította, felfegyverezte a gályarabságra ítélt keresztényeket is, hogy segédkezzenek a védelemben.

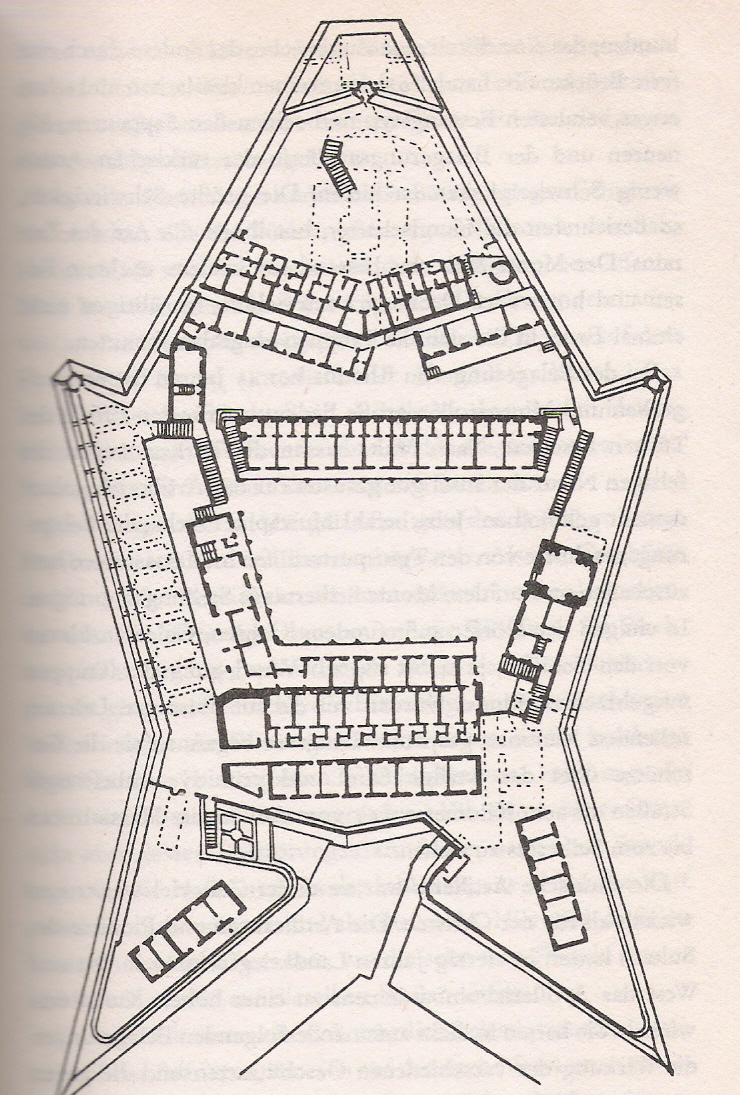
Az erőd alaprajza

Május 24-én a törökök megkezdték az erőd ágyúzását. Mindennap lőtték az erődöt, és a védők egyre nehezebben tudták kijavítani a lövedékek okozta károkat. Két nappal később a támadók megkezdték a közlekedőárkok ásását az erőd közvetlen közelében, a Marsamxett-öböl felőli részen. Az erőd védőit megrémítette a törökök felvonulása, és a parancsnok követet küldött hajón Birguba La Valette-hez. A láthatóan ijedt követ feldühítette a nagymestert, aki azt mondta, ha kell, ő fogja Szent Elmo védelmét vezetni, de az erődnek ki kell tartania, ameddig csak lehetséges.
Pepe di Ruvo nápolyi lovag, aki később elesett a harcokban, feljegyzéseket hagyott maga után, amelyekből kiderül, hogy naponta 6-7 ezer lövést adtak le a támadók a Szent Elmo-erődre.
Június 2-án megérkezett Turgut is 2500 emberrel. Turgut tapasztalt tengerész és hadvezér volt, és gyorsan átlátta, hogy hiba volt a Szent Elmo támadásával kezdeni, de ha már zajlik az ostrom, akkor azt minél gyorsabban be kell fejezni. Áthelyeztette az ütegeket, és újabb ágyúkat állíttatott fel, hogy minél hamarabb végezzenek a védőkkel. Június 3-án hajnalban a törökök váratlanul elfoglalták a vár előtti sáncot, mert az őrség valószínűleg elaludt. A janicsárok ezután megrohanták a leeresztett hidat, és ostromlétráikon megindultak felfelé. A megrogyott falakról muskétalövések és az olthatatlan görögtűz alapanyagaival töltött cserépedények fogadták őket, amelyeket a védők dobáltak a támadók közé. Akik közel jutottak, azokat a fa- és fémcsövekből kicsapó görögtüzek és a gyúlékony anyagba áztatott szövettel betekert, majd a támadók közé dobott lángoló karikák égették halálra. „A tüzérség és a szakállas puskák bömbölése, a hajmeresztő sikolyok, a füst, a tűz és a lángok közepette úgy tűnt, hogy az egész világ a robbanás küszöbén van”, írták a keresztény krónikások.
A csata hajnaltól kevéssel dél utánig tartott, de az erőd nem esett el. A törökök több száz janicsárt, a védők 80-90 embert vesztettek. A váron kívüli sánc elvesztése azonban azt jelentette, hogy a törökök újabb ágyúkat telepíthettek az erőd közvetlen közelébe, és ha rohamra indultak, akkor semmi nem állíthatta meg őket a falakig. A törökök a vár előtti védmű elfoglalása után megkezdték annak magasítását. A folyamatos ágyútűzben a sánc egyre emelkedett a várfal előtt. A törökök folyamatosan töltötték a sánc és a várfal közötti árkot, amelyet a beleomló építmények már amúgy is könnyebben átkelhetővé tettek. A védők válaszul felrobbantották a sáncot és a várat összekötő hidat. Június 7-ére a megmagasított sánc elérte a szétlőtt várfal magasságát, és a törökök hajóárbócokból és gerendákból hidat építettek, amelyet rátámasztottak az erőd romjaira, és rohamot indítottak. A védők ismét muskéta- és görögtűzzel fogadták őket, és a janicsárok kénytelenek voltak visszavonulni. Ezen az éjszakán Szent Elmo védői újból követet küldtek La Valette-hez, de a nagymester nem járult hozzá az erőd feladásához, és a követ újabb önkéntesekkel tért vissza.

### Pánik és erősítés
Június 8-án éjszaka, az egész napos ágyúzás után, követ érkezett a nagymesterhez a Szent Elmo-erődből. Levelet vitt a lovagoktól, amelyben azok beszámoltak reménytelen helyzetükről, és arra kérték La Valette-tet, hogy ne küldjön több erősítést, és engedélyezze kitörésüket. A nagymester utasítására három lovag áthajózott az öblön, hogy személyesen tájékozódjon az erőd állapotáról. Visszatérésük után azt mondták, hogy a védők közül a fiatalabbak pánik közeli állapotban vannak, szeretnék elhagyni posztjukat, a tapasztaltabbak viszont kitartanak. A három lovag egyike, a nápolyi Costantino Castriota azon az állásponton volt, hogy az erődöt még napokig lehet védeni, ha kap utánpótlást. Engedélyt kért a nagymestertől, hogy önkénteseket gyűjtsön, és visszamenjen. La Valette engedélyezte. A törökök június 10-én indították első éjszakai rohamukat. Napközben a tüzérség megállás nélkül lőtte a várat, majd amint lement a Nap, friss csapatok indultak a falak ellen. A roham az erőd délnyugati része ellen irányult, ahol hatalmas nyílást vágtak a lövedékek a falon. Mindkét oldal tüzes gránátokkal kísérletezett, és a lovagok csak azért nem égtek meg elevenen páncéljukban, mert vizes hordókat halmoztak fel a belső oldalon az oltásra. Balbi, aki az öböl túlsó oldaláról nézte az ostromot, úgy emlékezett vissza, hogy az „az éjszaka sötétje fényes nappallá változott” a rengeteg tűztől, és a füst sűrű felhőként lebegett a tenger felett. A hajnalig tartó csatában a védők hatvan embert vesztettek, míg 1500 janicsár maradt holtan a Szent Elmo előtti árkokban. A törököket annyira elkeserítette az erőd ellenállása, hogy június 14-én Musztafa pasa szabad elvonulást ígért nekik.

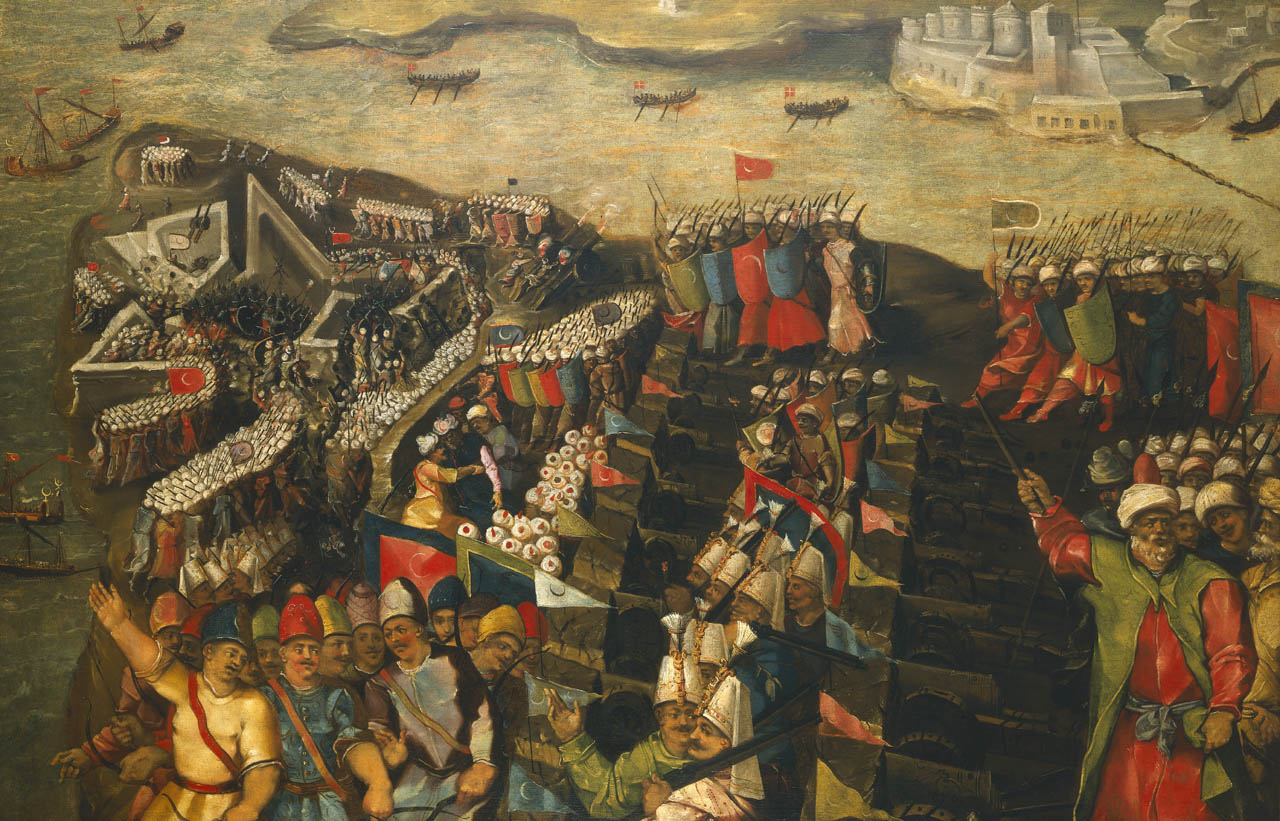
Szent Elmo eleste

A törökök a június 15-éről 16-ára virradó éjjel kisebb támadást indítottak a vár ellen, majd hajnalban újból megrohanták az erődöt. A hajókról, amelyek közelebb úsztak az éjszaka, szintén lőtték a védőket. Az ostromot ezúttal nem a janicsárok, hanem a képzetlenebb, de jóval elszántabb vallási harcosok indították, de a lovagok visszaverték őket. Musztafa parancsot adott a janicsároknak is a támadásra, de ők ismét kudarcot vallottak. A védők dolgát nehezítette, hogy felgyulladt a várban felhalmozott gyúlékony hadi anyag, és a Szent Angyal-erődből kilőtt egyik lövedék közöttük csapódott be. Az ostrom hét órán át tartott, és ezer török, valamint 150 keresztény életét követelte. A támadásban meghalt de Medran és Pepe di Ruvo, Miranda pedig súlyosan megsebesült. Június 16-án éjszaka – a török támadás kezdete óta először – La Valette megtagadta, hogy erősítést küldjön a Szent Elmóba. Harminc lovag és száz katona önként jelentkezett, őket végül engedte áthajózni a biztos halálba.
Június 18-án a törökök falakat kezdtek építeni kőből és földből, hogy a lehető legbiztonságosabban közelíthessék meg az erőd romjait. Új ütegeket is telepítettek, hogy végleg elvágják az utánpótlást. Ezen a napon egy ágyúlövés, amelyet a Szent Angyalból adtak le, eltalálta a szemlét tartó Turgutot és egy janicsár agát. Turgut később halálosnak bizonyuló sebesülését eltitkolták, nehogy ártsanak a csapatok harci szellemének. Másnap a Szent Elmóban harcoló Antonio Grugno lovagnak sikerült ágyújával eltalálnia egy csoport török tisztet, és megölnie Musztafa pasa helyettesét. A következő napon a Szent Angyal-erődben felrobbant egy kisebb lőszermalom. Ezen az éjszakán Miranda levelet juttatott el La Valette-hez, amelyben tájékoztatta, hogy a veszteségek óráról órára nőnek. Sikertelenül próbálták meg lerombolni az árok felett emelet török hidat, ráadásul az árkot máshol teljesen feltöltötte a beleomlott kő, és a falak helyenként olyan alacsonyak, hogy alig nyújtanak biztonságot a védőknek.

### Az erőd pusztulása
Június 21-én a janicsároknak sikerült elfoglalniuk az erőd megmaradt külső védelmi elemét, az ostrom során teljesen szétlőtt bástyát, és így a Szent Elmo védői két tűz közé kerületek. Június 22-én a török hajók ismét a vár közelébe úsztak, és lőni kezdték, csakúgy, mint a szárazföldi csapatok. A felismerhetetlenségig lerombolt erőd kitartott, és újra meg újra visszaverte a rohamokat. A becslések szerint hat óra alatt kétezer janicsár halt meg a falaknál, de a védők vesztesége is nagy volt, kétszáz ember, köztük Melchior de Monserrat aragóniai lovag, Szent Elmo kormányzója. Az éjszaka egy máltainak sikerült átúsznia az öblöt, és beszámolt a nagymesternek a vár állapotáról. Elmondta, hogy az összes túlélő megsebesült, de harci szellemük magas. La Valette könnyekre fakadt, és engedélyezte, hogy egy utolsó erősítés induljon a túlpartra. Tizenöt lovag, katonák, és a krónikaíró megdöbbenésére két felszabadított zsidó gályarab is csatlakozott az akcióhoz. Az öt hajó azonban kénytelen volt visszafordulni, mert nem jutottak át a török tűzön. Szent Elmo védői elrejtették, illetve elégették a várkápolna berendezését, hogy az ne jusson a muzulmánok kezébe.
Június 23-án megindult a roham az erőd ellen, amely egyórányi harc után visszaverte a támadókat. A védők száznál is kevesebben voltak, a súlyosan sebesült de Guaras és Miranda a várfalnál, székben ülve, kétkezes karddal várta a támadókat. A következő rohamban elesett a vár, és a keresztényeket lemészárolták. Levágott fejüket lándzsákra tűzték, majd az összekaszabolt testeket, torzókat deszkákra, lécekre feszítették, és az öböl vízébe dobták, hadd vigye a sodrás Birguhoz. A nagymester válaszul lefejeztette a török foglyokat, és fejüket ágyúval lőtte az ellenség közé. Kilenc lovagot – Lorenzo Guzman, Juan de Aragon, Francisque Vigue, Fernandez de Mesa, Velasquez d'Argote, Pedro Guadani, Francisco Lanfreducci, Bachio Craducci és Antoine de Molubech – a berber kalózok életben hagytak, remélve, hogy váltságdíjat kapnak értük. Az ő további sorsuk ismeretlen. Néhány máltai védőnek sikerült átúsznia a Nagy kikötőt, az utolsó napokban történteket az ő elmondásukból ismerni.
Az egyhónaposra nyúló ostrom során a sziget védői ezerötszáz embert, köztük több mint száz lovagot (89 halottat és 28 sebesültet) vesztettek. A török halottak száma hatezer és nyolcezer között volt. Musztafa pasa a vár romjainál feltette a kérdést kísérőinek a Szent Elmóra és az öböl túlsó oldalán álló erődökre utalva: „Ha ez a kisfiú ilyen sokba került nekünk, mennyit kell majd fizetnünk az apáért?”

## Senglea és Birgu ostroma

### Támadás a szárazföldről és a tengerről
A Szent Elmo elesése után a törökök azonnal megkezdték a felvonulást a Nagy kikötő túlsó oldalán álló erődítmények ellen. Az ágyúk átszállítása és felállítása néhány napot vett igénybe. A török flotta behajózott a Marsamxett öbölbe, így az ellátmányt jóval közelebbről szállíthatták a harcoló csapatoknak.
Eközben Máltán négy gálya kötött ki, kettő közülük a rend, kettő a szicíliai alkirályé volt. Fedélzetükön 42 lovag, 25 egyéb nemes, 56 lövész és a szicíliai garnizon 600 spanyol gyalogosa érkezett. A flotta parancsnoka azt az utasítást kapta Don Garcia de Toledótól, hogy forduljon vissza, ha a Szent Elmo-erőd már elesett. A partra küldött felderítő lovag eltitkolta előle a vár lerohanását, így a kis csapat a szigeten maradt. Vezetőjük, de Robles lovag futárt küldött La Valette-hez, és június 29-én, egy szokatlanul ködös éjszakán átsiklottak a török vonalakon, és bejutottak Birguba. Másnap Musztafa pasa szabad elvonulást ígért a védőknek, de a nagymester visszautasította ajánlatát.
A török haditerv az volt, hogy a Nagy kikötő túlsó oldaláról, a Sciberras-hegyről, illetve az erődöktől délnyugatra eső Corradino magaslatairól ágyúzni kezdik a Senglea-félsziget tengerbe nyúló csúcsán álló bástyát, a fő csapatok pedig a szárazföldi bejáratnál álló Szent Mihály-erőd ellen vonulnak fel. Miután a félszigeten található erődítmények elesnek, a flotta és a hadsereg megtámadja a fallal körülvett Birgut és a Szent Angyal-erődöt.
A törökök hatalmas farönkökön nyolcvan hajót vontattak át a Marsamxett öblöt és a Nagy kikötőt elválasztó félszigeten, és így megteremtették a lehetőségét annak, hogy a vízről, dél felől is támadják a Senglea-félsziget erődítményeit. Egy görög származású dezertőr arról tájékoztatta a nagymestert, hogy a tervek szerint a hegyen átvontatott nyolcvan hajó gyalogosokat tesz majd ki az erődítmény falánál, ezért La Valette kihegyezett karókkal erősíttette meg a félsziget part menti sávját. 

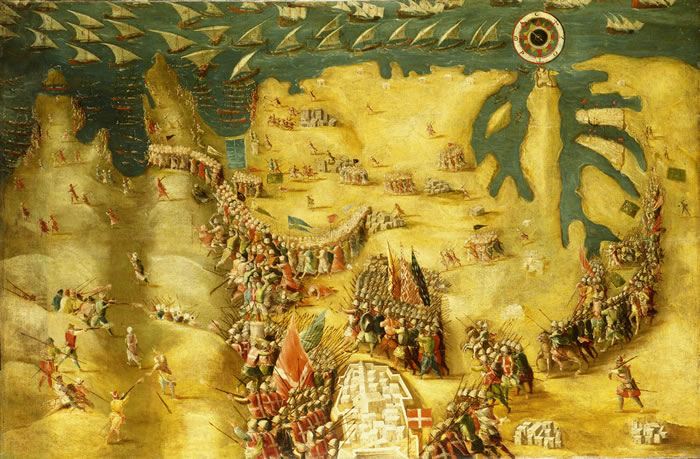
Málta ostroma

A törökök július utolsó hetének végén 60-70 ágyúval megkezdték az erődítmények bombázását. A leghevesebb tűz a Szent Mihály-erődre és a Senglea-félsziget többi védelmi rendszerére zúdult. Július 15-én kora reggel kezdődött az első komoly ostrom. A hajók megindultak a földnyelv erődítményei, a szárazföldi csapatok pedig a Szent Mihály-erőd ellen. A hajók és a csónakok teljes erővel nekifutottak a karóerdőnek, de az nem dőlt ki, így a falakról a muskétások halálos tüzet zúdíthattak a mozdulatlanul lebegő járművekre. A törökök partra ugráltak, és megtámadták a falakat. Eközben megindult Hasszem algériai alkirály gyalogos támadása a félsziget szárazföldi részén a Szent Mihály-erőd ellen. A túlzottan magabiztos Hasszem anélkül indította meg az ostromot, hogy a falakat eléggé megrongálták volna az ágyúk, így a védők szörnyű pusztítást vittek végbe a támadók között.
A tenger felől ostromlóknak sikerült felrobbantaniuk a fal egy részét, és a nyíláson benyomultak. A védők parancsnoka, Zanoguerra lovag és a káplán, Roberto testvér – egyik kezében kereszttel, a másikban karddal – ellentámadást vezetett, de amikor a kapitányt halálos lövés érte, pánik tört ki. A törököket végül a Szent Angyal-erődből a hajóhídon átrohanó csapatok szorították vissza. Musztafa pasa ekkor útnak indított tíz hajót, fedélzetükön ezer janicsárral, akiknek az volt a feladatuk, hogy a félsziget északi részén, a harcoló védők háta mögött szálljanak partra, és rohanják meg a falakat.
A törökök azonban nem tudták, hogy a Szent Angyal-erőd tenger felőli részén, szinte a tenger szintjével egy magasságban egy ötágyús üteg van, amelyet De Guiral lovag irányít. Az ágyúk tüzet nyitottak a közeledő hajókra, amikor azok alig 200 méterre voltak tőlük. A lövedékek óriási pusztítást vittek végbe a zsúfolt hajókon: az első sortűz egy kivételével valamennyi bárkát eltalálta. A kilenc hajó elsüllyedt, és 800 janicsár a tengerbe fulladt vagy a parton, kard által veszett el. Az ostrom a másik két helyen még öt órán át tartott. A csatában 250 védő és háromezer támadó halt meg. Elesett mások mellett Frederic de Toledo, a szicíliai alkirály fia és Simon de Sousa, híres portugál lovag.

### A török tévedés

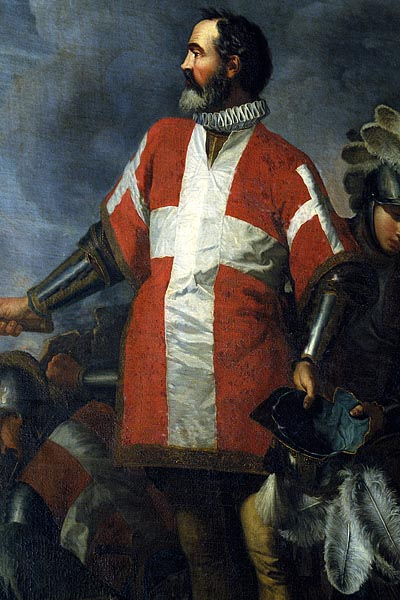
Jean Parisot de la Valette

Musztafa úgy döntött, hogy folytatja a Szent Elmónál bevált gyakorlatot, és addig ágyúzza a keresztény erődítményeket, amíg azok kellően meggyengülnek az újabb ostromhoz. Válaszul La Valette a muszlim gályarabokkal falakat, kőakadályokat emeltetett, de a törökök saját hittársaikra is lőttek, és néhány nap alatt ötszáz foglyot öltek meg. Azoknak a gályaraboknak, akik megtagadták a munkát, a lovagok levágatták a fülét. Augusztus 2-án az összes török ágyú sortüzével megkezdődött a második nagy roham. Az ágyúk dörgését még a szicíliai Cataniában is hallani lehetett. Az ostrom hat órán át tartott, de a támadókat visszaverték. Musztafa további ötnapos ágyúzást rendel el.
Augusztus 7-én a törökök ismét megrohamozták Birgu és Senglea megrogyott, romos falait, amelyeken hatalmas rések tátongtak. A Birgu őrizetlennek tűnő omlásain beözönlő janicsárok azonban egy belső fallal találták szembe magukat, amelyet a nagymester építtetett, és a szűk térben gyilkos tűzzel árasztották el őket a védők. Az elöl állók nem tudtak visszafordulni, mert kívülről nyomták őket, így több százan haltak meg a csapdában. Közben a sereg másik része a Szent Mihály-erőd falait ostromolta, így a lovagok nem tudtak erősítést vinni az egyik helyről a másikra. A törökök felmásztak a falakra, áttörtek a leomlott részeken, de amikor úgy tűnt, a vár elesik, „csoda” történt, a törökök visszavonulót fújtak. Ennek oka az volt, hogy Musztafához küldönc érkezett, aki azt jelentette, hogy nagy létszámú keresztény sereg támadta meg a török tábort, és kardélre hányt mindenkit, akit ért. Musztafa attól tartott, hogy megérkezett az erősítés Szicíliából, és hátulról megtámadja. A valóságban azonban csak Mdina lovassága csapott ki a régi fellegvárból a védelem nélkül hagyott táborra. A De Lugny lovag vezette csapat lemészárolta az őröket, felgyújtotta a sebesültek sátrait és a felhalmozott készleteket, a lovakat leölték vagy elragadták, majd visszalovagoltak az erődítménybe.
Ezekben a napokban a nagymesterhez hírnök érkezett a szicíliai alkirálytól, aki azt ígérte, hogy augusztus végéig megérkezik a 16 ezer fős felmentő sereg. La Valette azonban, tanulva a korábbi ígéretekből, arról tájékoztatta a tanácsot, hogy nem kapnak segítséget, és kizárólag magukra számíthatnak. A törökök addigra már több mint tízezer embert vesztettek, és csak a kicsi Szent Elmo-erődöt tudták elfoglalni. A védők veszteségei is nagyok voltak, az ostromlott erődítményekben alig akadt olyan ember, aki ne sebesült volna meg.

### Aknák a falak alatt
A támadók a folyamatos ágyúzás mellett megkezdték a Kasztíliai bástya aláaknázását. Musztafa terve az volt, hogy csak Senglea ellen indít támadást, így a bástya védőinek egy része átmegy a hajóhídon oda erősítésnek. Ekkor felrobbantják a bástyát, és a kevéssé védett erősség gyorsan elesik. Senglea bevételéhez a török mérnökök hatalmas ostromtornyot építtettek, amelynek tetejére erős hidat helyeztek, ezen a katonák, a Kasztíliai-bástya felrobbantásával egy időben átrohanhatnak az erődítmény falára. Augusztus 18-ára készen állt minden a kettős támadásra. A törökök nekirontottak Sengleának, arra várva, hogy a nagymester átcsoportosítsa erőit. Amikor eljött az idő, a törökök felrobbantották az aknában felhalmozott lőport, és a Kasztíliai bástya falának egy része leomlott, és hatalmas rés nyílt az előre törő ostromlók előtt. A védők között pánik tört ki, ahogy a támadók beözönlöttek a várfalak mögé. A csatát La Valette helyszínre érkezése fordította meg, aki kísérőivel harcba vetette magát. Amikor a lovagok és a máltaiak meglátták az idős nagymestert, aki egy gránátszilánktól megsebesült a lábán, újult erővel kezdtek harcolni, és néhány perc alatt visszaszorították a támadókat az árokba. Este a törökök újabb ostromot indítottak. A védők görögtüze nappali világossággal borította be az árkokat, és a támadók hajnalban kénytelenek voltak megfutamodni. Az ostromban elesett Henri de la Valette, a nagymester unokaöccse.
A nagyjából kéthónapos ágyúzás és a Kasztíliai bástya felrobbantása után Senglea és Birgu romokban volt, falai sok helyen leomlottak. Az aláaknázott várfalon akkora rés tátongott, amelyet lehetetlen volt feltölteni. A török ostromtorony már egészen közel volt a falhoz, és olyan magas volt, hogy a janicsárok már Birguba is be tudtak lőni róla. Az építményt állatbőrök borították, amelyeket folyamatosan locsoltak, így nem lehetett felgyújtani. La Valette a torony lábainál belülről kiüttette a fal köveit, és ágyúval lánccal összekötött lövedékeket lövetett ki, amelyek elsodorták az építmény alapját. Eközben Musztafa Sengleát támadta. Egy hatalmas, vaskerekeken guruló, lőporral és fémtárgyakkal töltött hordót eltoltak az erődig, felvonszoltak a falra, majd a védők közé vetettek. Az időzítés azonban rossz volt, így a védőknek sikerült visszalökni a támadók közé a szerkezetet, amely közöttük robbant fel. A védők a robbanás hatalmas pusztításán felbátorodva kitörtek a falak mögül, és megfutamították a támadókat.
A törököket egyre inkább szorította az idő, már augusztus harmadik hete telt. A katonák közül rengetegen elestek, és az életben lévők közül is sokan szenvedtek vérhastól, láztól, és félő volt, hogy pestis tör ki. A nyári hőségben a temetetlen, oszló holttestek elképesztő bűzt árasztottak. Kezdett kifogyni a lőpor és az ellátmány, és az utánpótlásért Tripoliba induló gályákat keresztény hadihajók és szicíliai kalózok támadták meg. Közeledett az ősz, amikor jelentősen megváltozik a terület időjárása, Musztafa azonban felkészült arra, hogy ha kell, a telet is Máltán tölti. Biztos volt abban, hogy ha nem érkezik segítség a védőknek, akkor azok tavaszig kifogynak minden készletükből. Piali admirális azonban ismét közbeszólt, mivel féltette a flottát, közölte: amint megváltozik az időjárás, elhajózik. Eközben a várakban temetetlenül feküdtek a halott védők, mert a szüntelen támadásban nem volt idő elhantolni őket, és ostromkor még a máltai nők is a falakon harcoltak.

### Kudarc Mdinánál

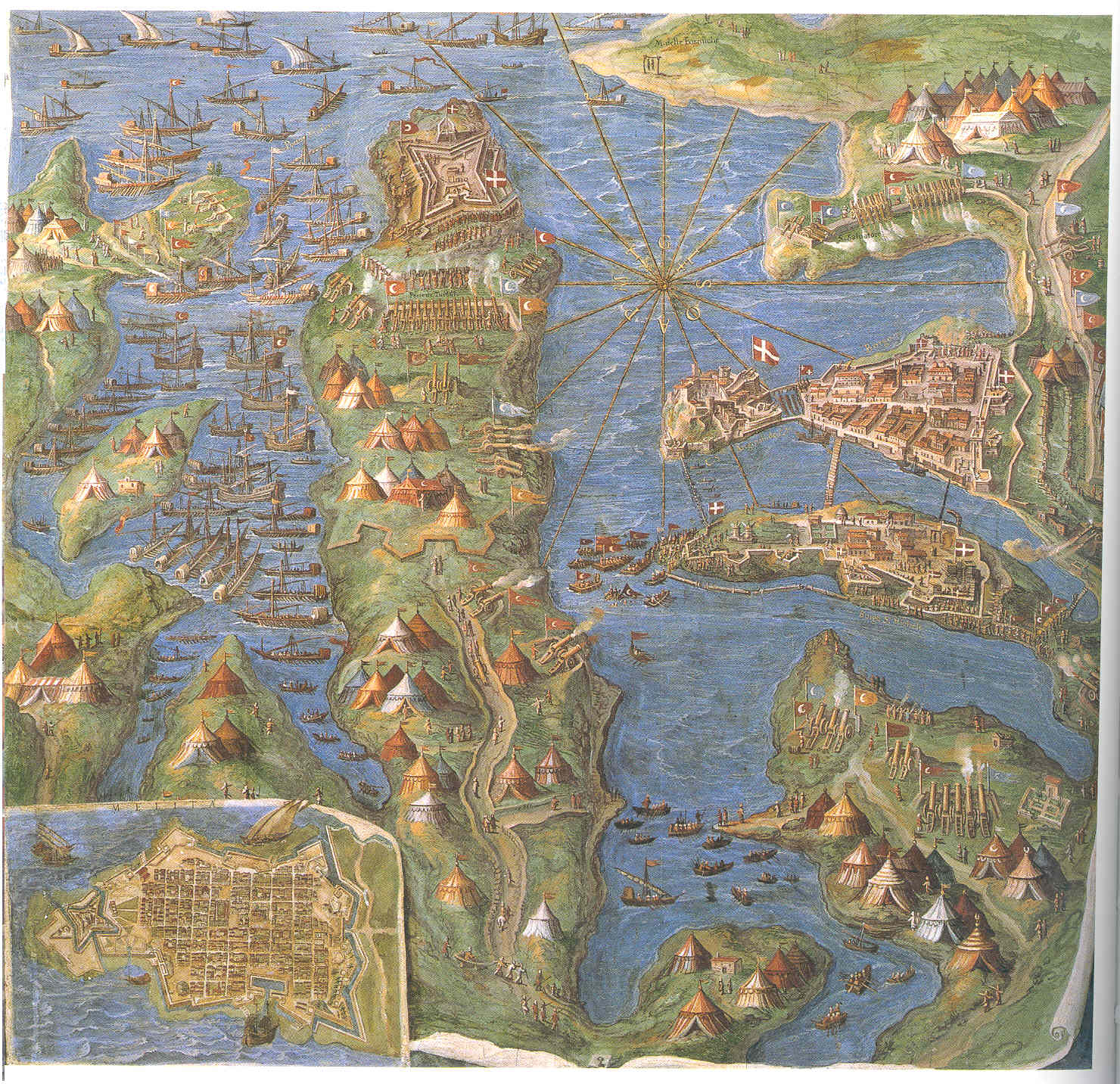
Az ostrom korabeli ábrázolása. Alul középen látható, ahogy a törökök egy bárkát vontatnak át a szárazföldön

Augusztus 20-án a törökök megtámadták a Szent Mihály-erődöt, a Kasztíliai bástya elé pedig egy újabb ostromtornyot állítottak. Alapzatát földdel és kővel erősítették meg, hogy ne lehessen kilőni, mint az elődjéét. Néhány óra múlva a torony tetejéről a török lövészek elkezdtek tüzelni a védőkre. A nagymester ismét kibontatta belülről a falat, és két lovag – az aragoni Claramont és a kasztíliai Guevarez de Pereire – máltai katonákkal kirontott, és megrohanta a tornyot. A támadás váratlanul érte a janicsárokat, akiket azonnal lemészároltak. A lovagok két ágyút helyeztek el az építményen, így az a Kasztíliai bástya kiegészítő tornyává vált, amelyet kevés ember is meg tudott tartani.
Musztafa pasa mindenképpen valamilyen sikert akart felmutatni, ezért úgy döntött, hogy megostromolja Mdinát. A városban alig volt katona, mert a kormányzó már korábban Birguba küldte őket, viszont nagyon sok máltai paraszt zsúfolódott össze a falak között. Közülük Mesquita sokakat, még a nőket is egyenruhába bújtatott, és együtt járőröztek a falakon a maroknyi valódi katonával, valamint valamennyi ágyúját arra a falra szállíttatta, ahonnan az ostromot várta. Az érkező törökök nem erre a látványra számítottak, és nem akartak harcba indulni a falakat sűrűn ellepő friss „katonák” ellen. Musztafa lefújta az ostromot.
Szicília ekkorra már zsúfolva volt katonákkal, lovagokkal, akik távoli birtokaikról érkeztek, és égtek a vágytól, hogy Máltára induljanak. Egyre nagyobb dühvel követelték a habozó alkirálytól, hogy indítsa el a flottát az ostromlott szigetre. Garcia de Toledo augusztus 22-én megszemlélte a csapatokat.

### Megérkezik a segítség

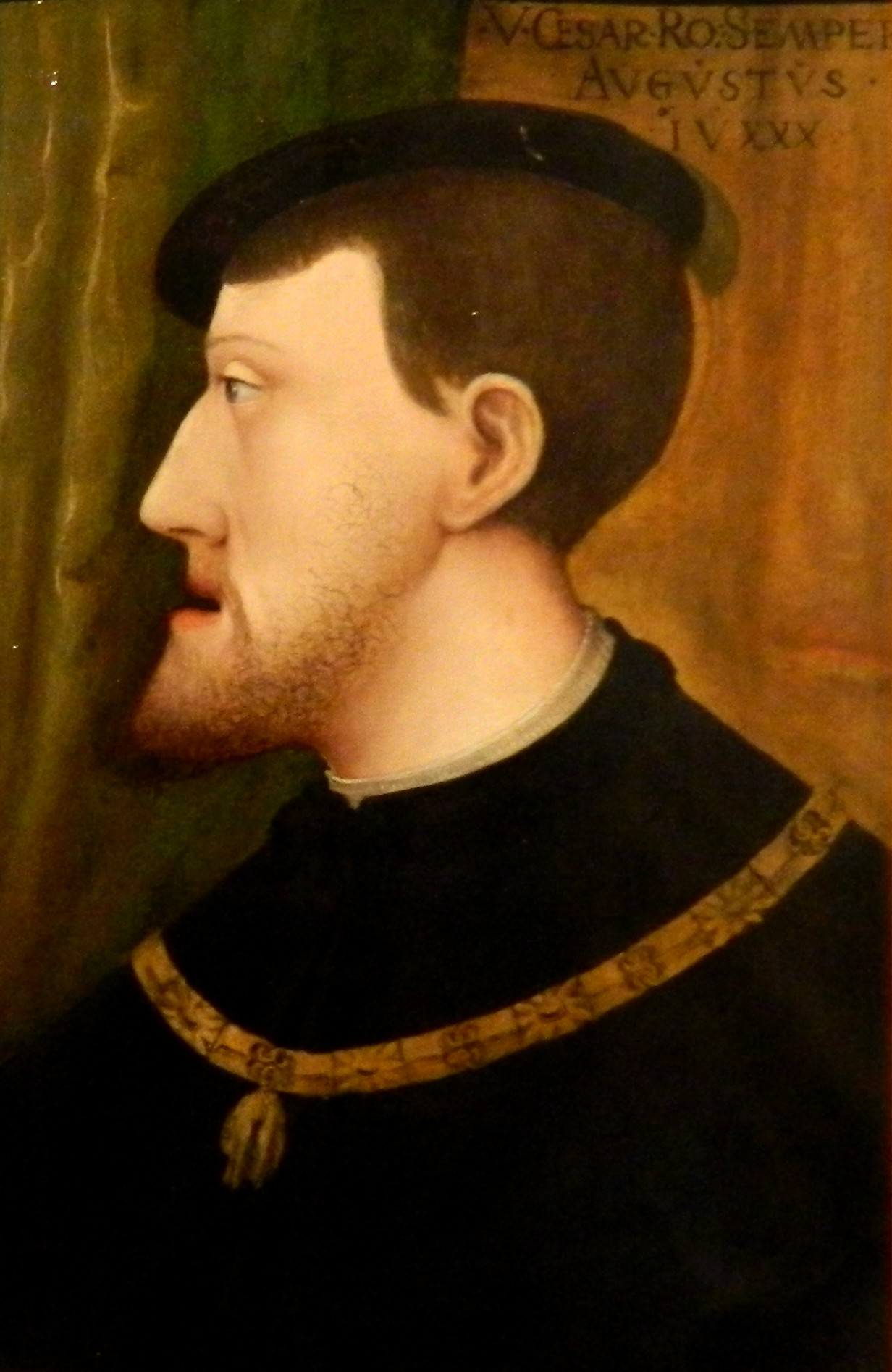
V. Károly német-római császár, aki Máltára telepítette a rendet

Augusztus 23-án ülést tartott a nagytanács, amelynek résztvevői azt javasolták a nagymesternek, hogy ürítsék ki a rommá lőtt Birgut, és vonuljanak vissza a Szent Angyal-erődbe. La Valette válaszul azt mondta, ha ezt megteszik, akkor elesik Senglea, és az erőd túl kicsi ahhoz, hogy mindenkit, aki most a városban van, befogadjon. Ráadásul Birguból a törökök koncentrált ágyútűzzel szétlőhetik a Szent Angyal falait. A nagytanács úgy döntött, folytatják Birgu védelmét. La Valette csak kevés embert hagyott az erődben, a többieket átküldte Birguba, és a hajóhidat, amely összeköttetést biztosított a két földnyelv között, leromboltatta.
Augusztus 20. körül a szicíliai alkirály megkapta uralkodója engedélyét az indulásra. II. Fülöp azonban kikötötte, hogy a gályák nem kerülhetnek veszélybe, nem csaphatnak össze a török hajóhaddal. Augusztus 25-én tízezer emberrel a fedélzetén elindult a szicíliai flotta Málta felszabadítására, de a hajók három nap múlva erős viharba kerültek, amely sokat megrongált közülük. Egy héten át sodródtak a hajók, hol közeledve, hol távolodva úti céljuktól. Eközben Máltán is folyamatosan szakadt az eső. Musztafa pasa abban bízott, hogy a védők nem tudnak majd lőfegyverrel és tűzzel védekezni, de La Valette felhozatta a régi számszeríjakat a fegyvertárból, és azokkal lőtték a támadókat.
Falak már nem voltak, csak romok, hevenyészett sáncok és barikádok. Az ellenségek egészen közel voltak egymáshoz, és mindkét oldalon szenvedtek. Balbi beszámolója szerint augusztus 31-én ritka esemény történt, néhány janicsár gránátalmát és uborkát ajándékozott a védőknek, akik cipókkal és sajttal hálálták meg a gesztust. A törököktől megtudták, hogy a muzulmán táborban általános a vélekedés: Allah nem akarja, hogy bevegyék Máltát.
Augusztus utolsó hetében a törökök nem indítottak ostromot, de az ágyúzás nem szünetelt. Augusztus 30-án végül Musztafa és Piali újabb frontális rohamot rendelt el, de a déltől éjfélig tartó támadás is kudarcot vallott. A törökök elkezdték felszereléseiket elszállítani, egyes kalózhajók pedig vitorlát bontottak. Szeptember 6-án éjszaka olyan csend volt a török táborban, hogy néhány védő kimerészkedett a romok közül, és a sátrakat teljesen elhagyatottan találta. Ezen a napon megérkezett a régen várt, sokáig halogatott felmentő erő, és a nála háromszor nagyobb török hajóhad jelenlétében a gályák partra tettek nagyjából tízezer katonát a Mellieha-öbölben.
A törökök visszavonulásának látványára örömünnep tört ki Birguban: az emberek az utcákra tódultak, a harangokat félreverték, megszólaltak a dobok és trombiták. Vespasiano Malaspina lovag, aki híres volt vallásos áhitatáról, kezében pálmalevéllel a Te deumot énekelte a várfalon, mígnem egy török muskétás lelőtte.

## Visszavonulás

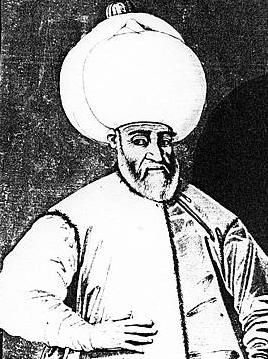
Musztafa pasa

A törökök megkezdték a visszavonulást. A keresztény sereg nem zavarta hajóra szállásukat, és az első gályák kifutottak a nyílt tengerre. Szeptember 9-én egy keresztény hitre térített marokkói átszökött a muzulmánokhoz, és beszámolójából kiderült, hogy Musztafa alaposan túlbecsülte a védő sereg létszámát és ütőképességét. A pasa parancsot adott a visszavonulás megszakítására. Szeptember 11-én, miután tízezer katonát visszavezényeltek a partra a hajókról, a törökök megközelítették a keresztényeket.
A spanyol-olasz sereg parancsnokai, Alvare Sande és a félszemű Ascanio della Corgna, akit a pápa a máltai akció sikere érdekében engedett ki a börtönből, ahol gyilkosságért, nemi erőszakért és zsarolásért ült, nem akarta elhagyni az elfoglalt magaslatot, de a Szent János-rend lovagjai nem bírtak harci vágyukkal, és megrohanták az ellenséget. Ezt látva Della Corgna kiadta a parancsot az általános támadásra. A török sorok meginogtak. Musztafa leszállt a lováról, és megölte az állatot, hogy ezzel buzdítsa katonáit a helytállásra. Seregének egy része egy kis torony körül gyűlt össze, hogy védje a török szárnyat, de a spanyol gyalogosok levágták őket. A keresztények égtek a vágytól, hogy megbosszulják a Szent Elmo-erőd védőinek lemészárlását, ezért nem ejtettek foglyokat, és mindenkit, akit értek, megöltek.
A törökök harcolva vonultak vissza a Szent Pál-öbölig, ahol a gályák várakoztak. A parton rettenetes csata bontakozott ki. Balbi azt írta, hogy néhány nappal a harcok után felemelkedtek a vízbe fulladtak hullái, és az öbölben olyan bűz keletkezett, hogy nem lehetett a közelébe menni. A török túlélők végül elindultak Isztambul és Észak-Afrika felé.

## Következmények
A hosszú ostromban meghalt a lovagrend 250 tagja, valamint hétezer keresztény katona és máltai lakos. A helyőrség több mint nyolcezer tagjából mindössze 600 maradt hadra fogható. A török veszteségek még súlyosabbak voltak: 25-30 ezren halhattak meg a támadók közül. Musztafa és Piali elővigyázatosan hírnököt küldött a szultánhoz, hátha lecsillapodik a haragja, mire ők is odaérnek. Isztambul gyászolt, de a két hadvezér életben maradhatott, azonban Musztafát Szulejmán leváltotta.
A Nagy ostrom után a Földközi-tenger medencéjének erőviszonyai megváltoztak. A lovagok szigetének ostroma az Oszmán Birodalom utolsó nagy kísérlete volt a nyugati terjeszkedésre a térségben. Mindössze öt évvel a máltai fiaskó után az egyesült keresztény flotta, benne máltai gályákkal, megsemmisítő vereséget mért a törökökre a lepantói csatában. Málta felértékelődött a keresztény hatalmak és a lovagok szemében is, így utóbbiakban nem merült fel többször a vágy, hogy visszatérjenek a termékeny Rodoszra.
A győzelem híre bejárta Európát, a róla szóló első nyomtatvány, amely ma a máltai királyi könyvtárban van, alig egy hónappal az ostrom után született Németországban. Garcia de Toledo hamarosan elvesztette pozícióját, és Nápolyba költözött, de hivatalt már nem kapott a spanyol királytól. Az ostrom után azonnal megkezdődött az újjáépítés, és 1566. március 28-án elhelyezték a Sciberras-hegyre tervezett új város, a nagymesterről elnevezett mai Valletta alapkövét. Ebben az évben már 15 ezres helyőrség állomásozott a szigeten.
Szulejmán, habár a Isztambulból érkező hírek az ellenkezőjét állították, nem készült ismét Máltára. Személyesen vezette csapatait északra, Magyarországra. Ez volt a 72 éves szultán tizenharmadik, egyben utolsó hadjárata. Az oszmánok ura szeptember 5-én vagy 6-án meghalt Szigetvár ostrománál, ahol megismétlődött a Szent Elmo-erőd védőinek önfeláldozása.

## A máltai erődök ma

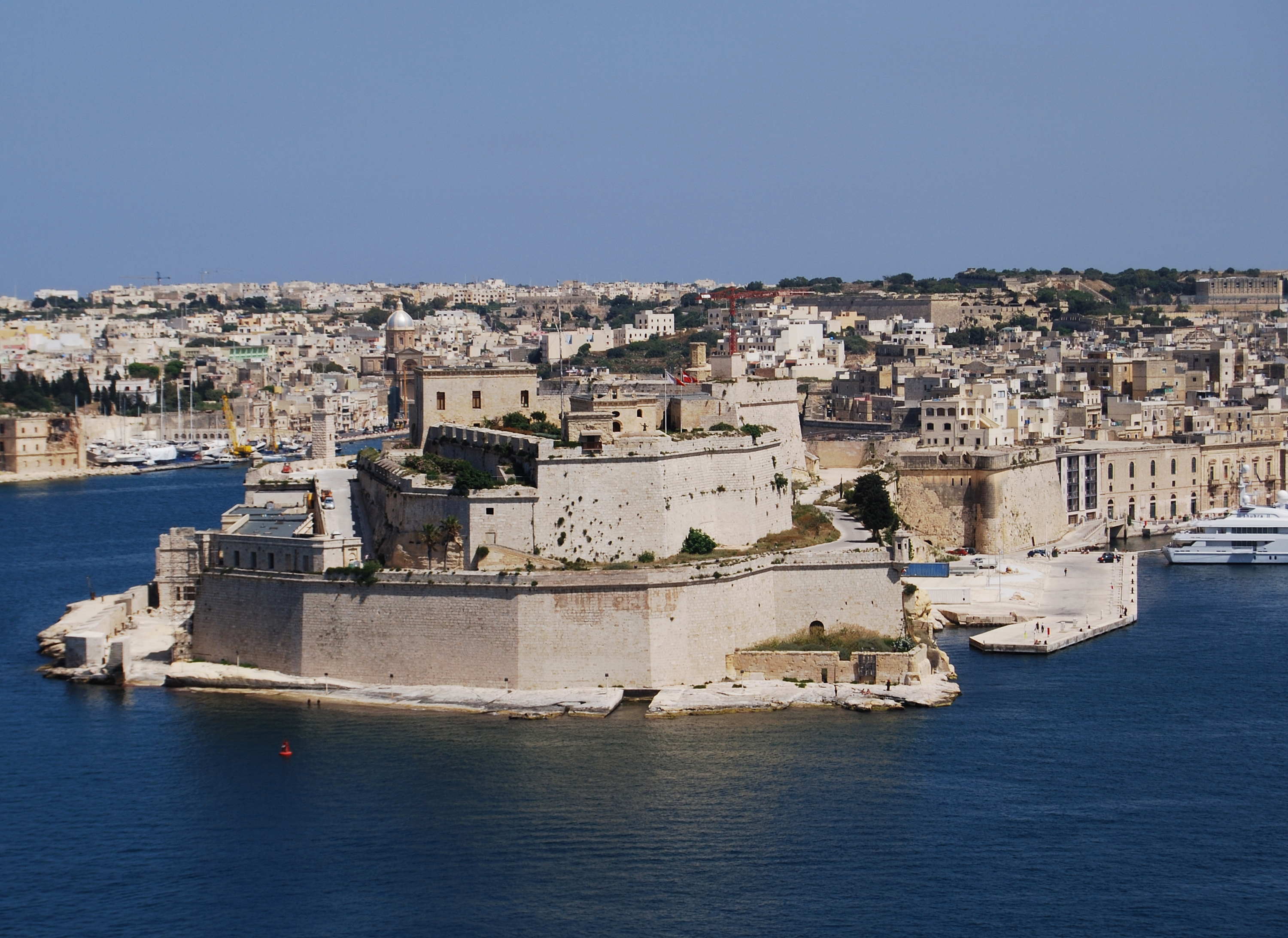
A Szent Angyal-erőd
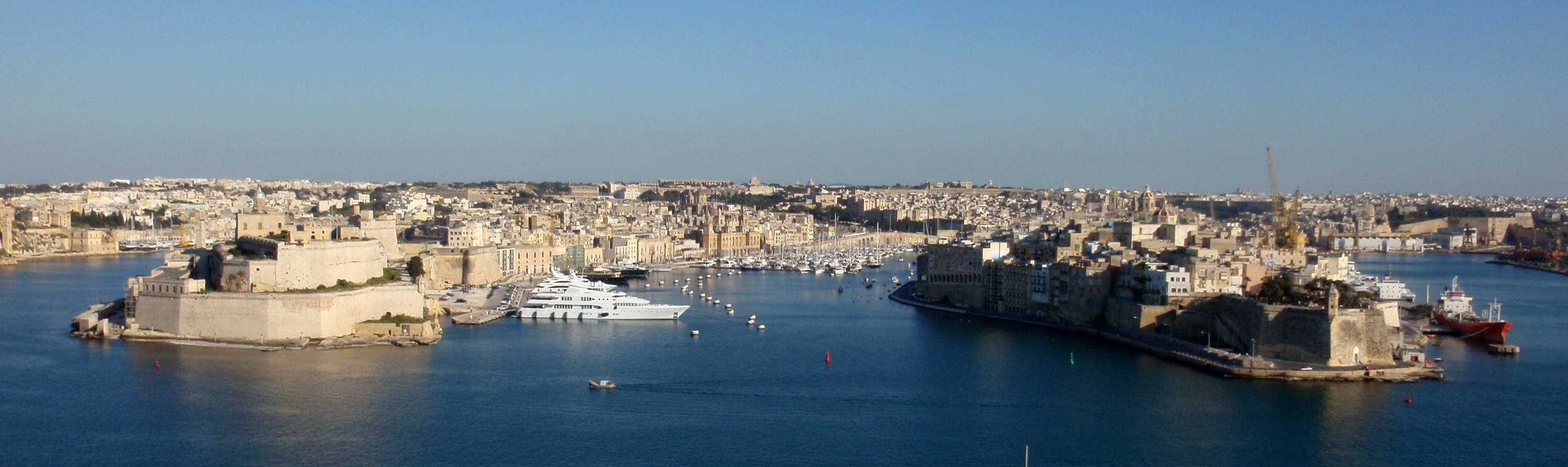
Balra a Szent Angyal, jobbra Senglea
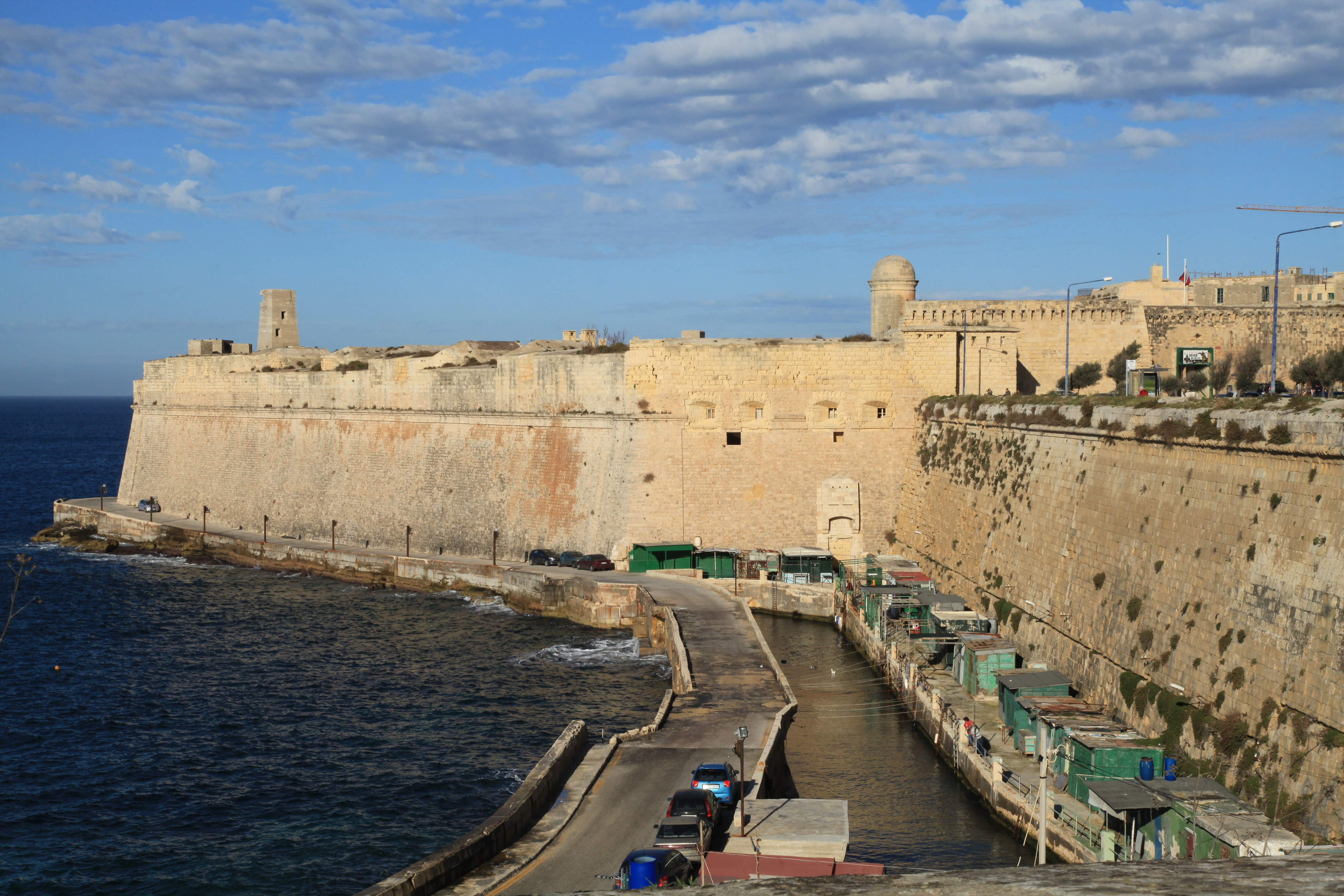
A Szent Elmo-erőd
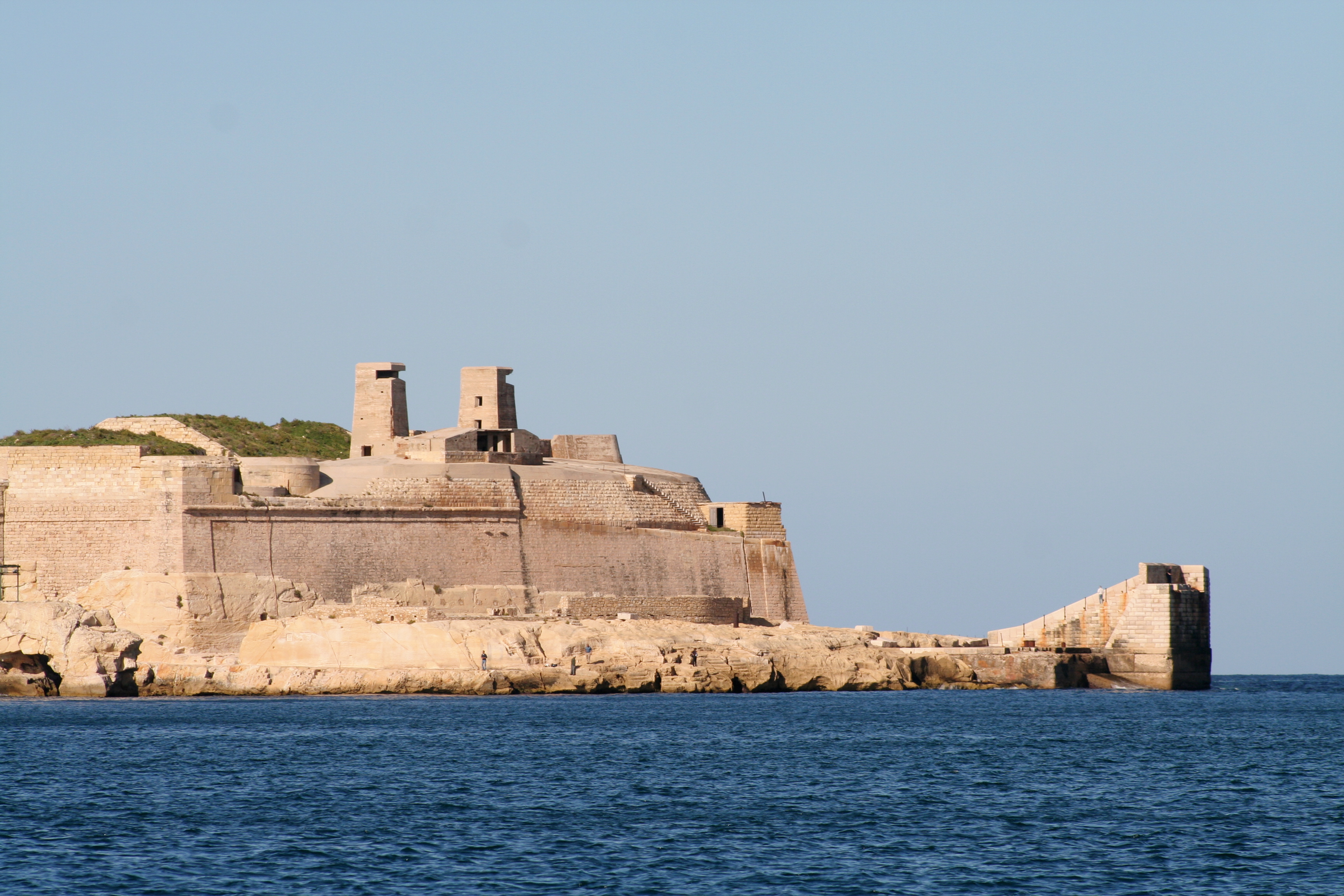
A Szent Elmo-erőd
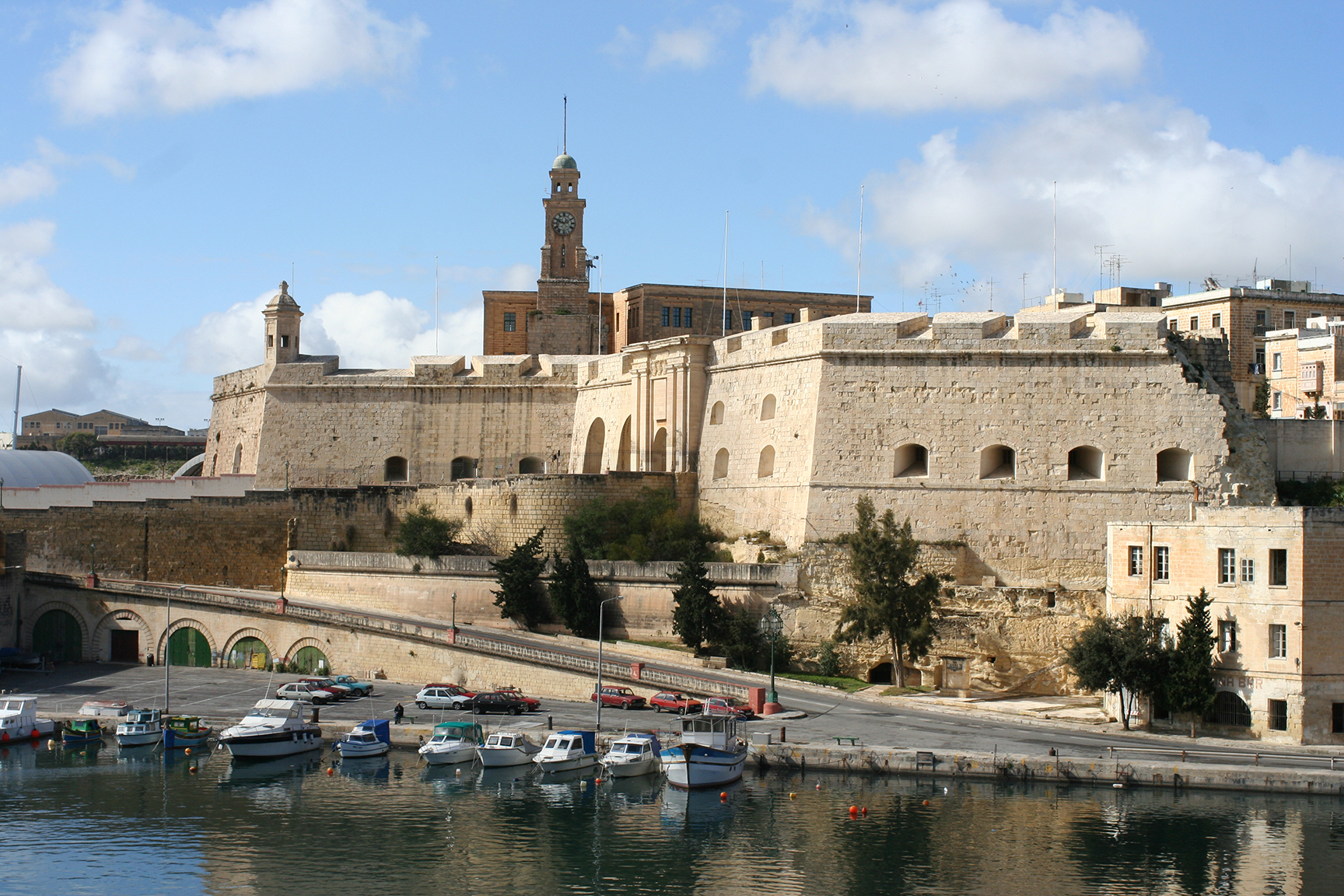
A Szent Mihály-erőd
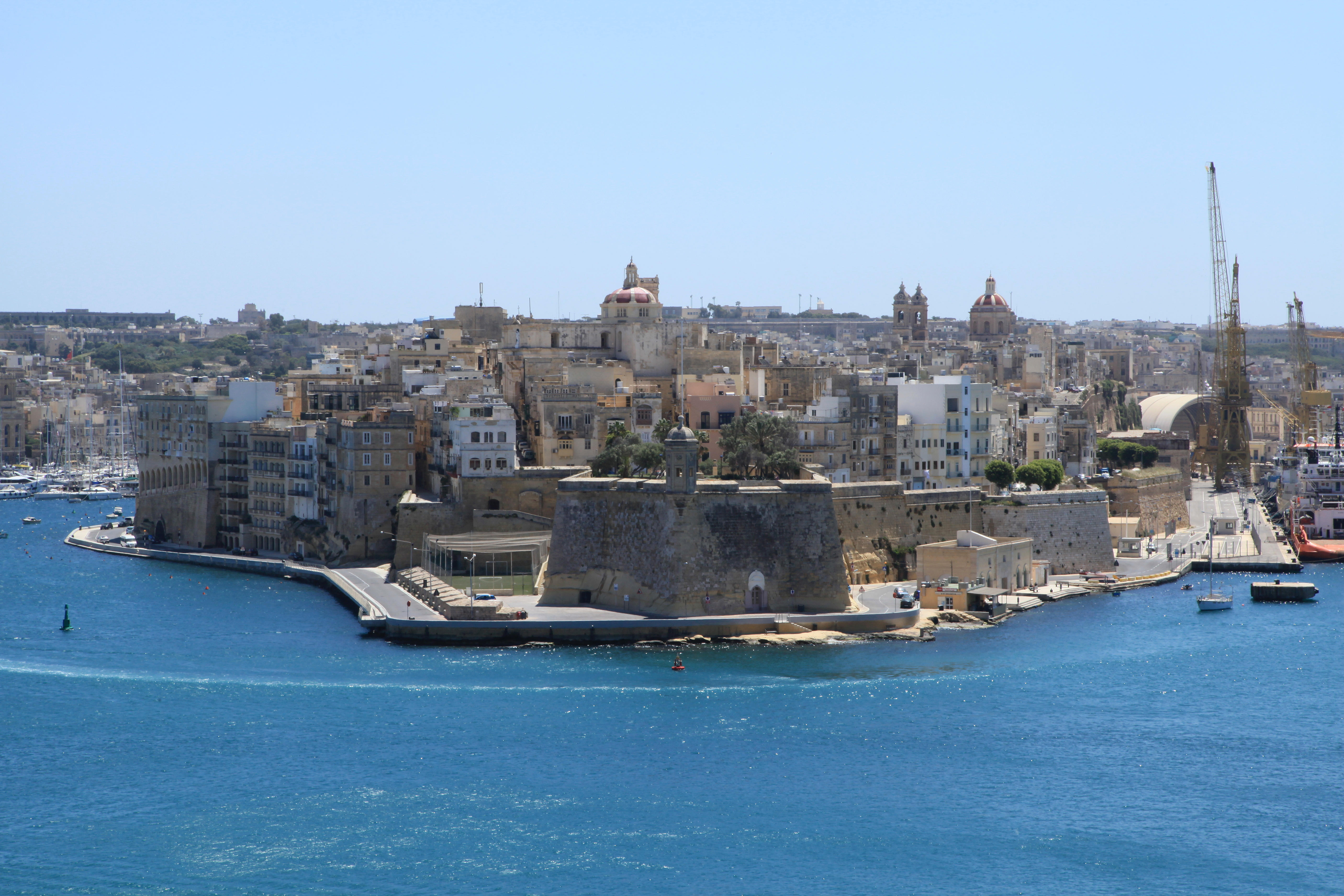
Senglea erődítménye
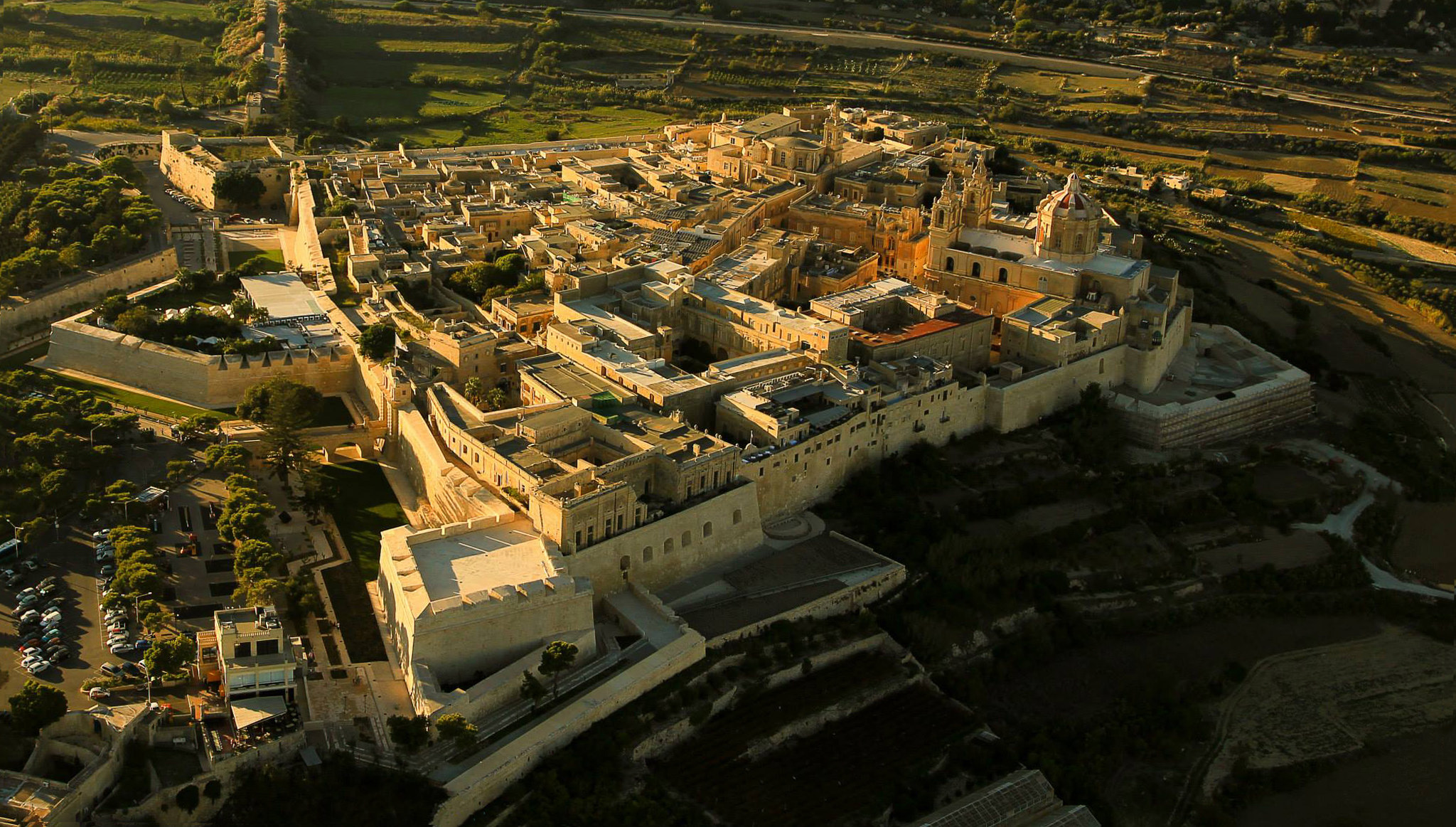
Mdina